# Afrikas historie
Afrikas historie begynder med kontinentets forhistorie og fremkomsten af de tidligste mennesker, Homo sapiens, i østlige Afrika og fortsætter ind i nutiden med en opsplitning i en mangfoldighed af politisk udviklede stater. En del tidlige beviser på landbrug i Afrika er dateret til 16.000 f.Kr., og metalfremstilling kendes fra omkring 4.000 f.Kr. Den dokumenterede historie af tidlig civilisation opstod i oldtidens Egypten og senere i Nubien, området Maghreb i nordvestlige Afrika, og Afrikas horn i østlige Afrika. I løbet af middelalderen spredte islam sig fra Arabien gennem regionen, krydsede Maghreb og Sahel. Et markant center for muslimsk kultur var Timbuktu. En del betydelige førkoloniale stater og samfund i Afrika var blandt andet Nokkulturen, Maliriget, Ashantiriget, kongedømmet Mapungubwe, kongeriget Sine, kongeriget Saloum, Baolriget, kongeriget Zimbabwe, Kongoriget, oldtidens Karthago, Numidien, Mauretanien, kongeriget Aksum, Ajuuraan-staten og Adal-sultanatet.
Fra slutningen af 1400-tallet blev Afrika hjemsted for slavehandel, og de vigtigste aktører var europæere og arabere. Slaver blev taget med vold eller købt fra lokale herskere i det vestlige, centrale og sydøstlige Afrika. Slaver taget af europæerne sendtes oversøisk i den atlantiske slavehandel, mens slaver taget af muslimer blev ført nord- og østover. Europæisk kolonisering af Afrika udviklede sig hurtigt under kapløbet om Afrika i slutningen af 1800-tallet og begyndelsen af 1900-tallet. Som følge af kampene for uafhængighed i mange dele af kontinentet, kombineret med et svækket Europa efter 2. verdenskrig, tog afkolonialiseringen fart. I en del områder førte det til diktaturer, i andre dele førte det til borgerkrige og stridigheder.

## Forhistorie

### Palæolitisk tid
De første hominider udviklede sig i Afrika. I henhold til palæontologien (læren om forhistorisk liv og evolution) var anatomien for de tidlige hominiders kranier ganske lig dem hos gorillaer og chimpanser. Store aber udviklede sig også i Afrika, men hominiderne tilpassede sig en tobenet gang og fik dermed frigjort hænderne. De kunne leve både i skovområder og på den åbne savanne i en tid, da Afrika tørrede ud og savannerne spredte sig ind i skovområderne. Dette skete for 10 til 5 millioner år siden.
For 3 millioner år siden havde flere hominider af arten Australopithecus udviklet sig over hele det sydlige, østlige og centrale Afrika. De kunne bruge redskaber men ikke fremstille dem. De spiste antagelig kødrester fra andre dyr og var stort set altædende.
For omtrentlig 2,3 millioner år siden blev de første primitive stenredskaber fremstillet, og de blev benyttet til at bearbejde kødet af dyr dræbt af rovdyr, og til at få fat i benmarv fra kadavere. Disse hominider, Homo habilis, drev formentlig ikke selv jagt, da de ikke kunne konkurrere med de store rovdyr. Det meste af deres kød fik de ved at plynde rovdyrenes bytte. De stjal antagelig æg fra fuglereder og kan have været i stand til fange mindre dyr og svækkede større byttedyr (unger og ældre dyr). De primitive redskaber, de benyttede, kaldes for oldowan.
Man kan ud fra arkæologiske fund se, at der for 1,8 millioner år siden fremkom en anden menneskerace, Homo ergaster. Fra disse udviklede Homo erectus, "det oprejste menneske", sig for 1,5 millioner år siden. En del tidlige repræsentanter af denne art havde relativ lille hjerne og benyttede primitive stenredskaber, ganske som Homo habilis. Hjernen voksede efterhånden i størrelse, og Homo erectus udviklede også mere komplekse teknikker til fremstilling af stenredskaber. Homo erectus var muligvis de første jægere og de mestrede kunsten at gøre ild. De var også de første hominider, som bevægede sig ud af Afrika, og de spredte sig ud over det meste af den gamle verden.
Fund af fossiler viser, at næste udviklingstrin af hominiderne, Homo sapiens, "det tænkende menneske", levede i det sydlige og østlige Afrika for mindst 100.000 og muligvis for 150.000 år siden. For omkring 40.000 år siden begyndte også denne menneskeart, som er den samme som nutidsmennesket, at sprede sig ud af Afrika, og de koloniserede efterhånden de områder, som de spredte sig over. Omkring 10.000 f.Kr. havde Homo sapiens spredt sig til alle hjørner af den gamle verden, som dokumenteret af lingvistiske, kulturelle og genetiske beviser.

### Fremvæksten af jordbrugskultur
I tiden omkring 16.000 f.Kr. blev der i området fra bjergene ved Det Røde Hav til de nordlige højlande i Etiopien indsamlet nødder, græs og rodvækster til mad. Omkring 13.000-11.000 f.Kr. begyndte folk at indsamle vildkorn. Dette spredte sig til det vestlige Asien, som domestiserede vildkorn til kornsorterne hvede og byg. Mellem 10.000 og 8.000 f.Kr. blev der i det nordvestlige Afrika dyrket hvede og byg og holdt får og tamkvæg, indført fra det sydvestlige Asien. En våd klimafase i Afrika omdannede de etiopiske højlande til bjergskov. Et folk, som talte omotiske sprog domesticerede bananer omkring 6.500–5.500 f.Kr. I tiden omkring 7.000 f.Kr. domesticerede bosættere i de etiopiske højlande æsler som senere spredte sig til det sydvestlige Asien. Folk, som talte kushitiske sprog, holdt delvis op med kvægdrift, men domesticerede teff og en form for hirse (Eleusine coracana) en gang mellem 5.500 og 3.500 f.Kr.
På stepperne og savannerne i Sahara og Sahel begyndte folk, som talte nilosahariske sprog, at indsamle og domesticere vildhirse og durra i tiden mellem 8.000 og 6.000 f.Kr. Senere blev også græskar, vandmelon, olieplante (Ricinus communis) og bomuld indsamlet og domesticeret. Disse folk begyndte også at indfange vildt kvæg og holde det i runde indhegninger af hække, så køerne blev tamme. De begyndte også at fremstille primitivt stentøj og keramik. Den øgede nedbør dannede mange floder og indsøer, hvor fiskeri med harpuner af ben blev en betydelig aktivitet.
Fra det nuværende Senegal til Cameroun i Vestafrika fik det vådere klima regnskoven til at brede sig, mens savannen blev mere præget af træer. Mellem 9.000 og 5.000 f.Kr. domesticerede et folk, som talte niger-congo, oliepalme og raffiapalme. To frøplanter, en form for ærter og en afrikansk art af jordnød blev også domesticeret, fulgt af okra og kolanødder. Eftersom de fleste af planterne voksede i skoven, fremstillede dette folk en slags slebne stenøkser til skovrydning.
Det meste af det sydlige Afrika var befolket af pygmæfolk og khoisanere, som siden sen-palæolitikum var jægere og samlere. Nogle af de ældste helleristninger blev skabt af dem.
Lige før Sahara begyndte at blive til ørken tog samfundene syd for oldtidens Egypten - i de områder, som i dag er Sudan - del i det, som eftertiden har kaldt for den neolitiske revolution. Begrebet henviser til den store omstrukturering som skete i menneskehedens historie, da jæger- og samlerkulturen gik over til en levevis hvor menneskene hovedsagelig forsørgede sig ved jordbrug og husdyrhold. Under denne første jordbrugsrevolution overgik nomadiske samfund af jægere og samlere i stenalderen til samfund af fastboende jordbrugere. Folket i Sudan levede i en delvis nomadetilværelse med domesticerede planter og dyr. Det har været foreslået, at de megalitstrukturer, som er blevet fundet ved Nabta Playa, er eksempler på verdens første kendte arkæoastronomiske anlæg, opført mere end tusind år før Stonehenge. Den sociokulturelle kompleksitet som ses ved Nabta Playa, bl.a. i en hierarkisk opbygget myndighedsstruktur, er blevet forstået som grundlæggende struktur for både det neolitiske samfund ved Nabta og det gamle rige i Egypten. Den sydlige, egyptiske Naqadakultur svarede kulturelt og etnisk til den subsahariske, idet de nordlige egyptiske kulturer havde omfattende bånd og forbindelser til Levanten, og sammensmeltningen af disse kulturer kom senere til at markere begyndelsen af den dynastiske periode i oldtidens Egypten.
Omkring 5.000 f.Kr. blev klimaet i Sahararegionen gradvis mere tørt. Befolkningen begyndte at trække sig ud af Sahara i alle retninger, herunder mod Nildalen syd for Anden katarakt, hvor de blev helt eller delvis fastboende. Klimaforandringen medførte en kraftig nedgang i mængden af tung og vedvarende regn i det centrale og østlige Afrika, hvor der lige siden har hersket tørre forhold.

### Metallurgi
De første metaller, som blev smeltet i Afrika, var bly, kobber, og bronze, en gang i fjerde årtusinde f.Kr.
Kobber blev smeltet i Egypten i løbet af den førdynastiske epoke, og bronze kom i brug ikke længe efter 3.000 f.Kr. i Egypten og Nubien. I Nubien var der betydelige forekomster af kobber, men også guld. Brugen af guld og sølv i Egypten går også tilbage til førdynastisk tid.
I Aïrbjergene i nutidens Niger blev kobber smeltet uafhængig af udviklingen i Nildalen, mellem 3.000 og 2.500 f.Kr., idet den anvendte teknik er en anden end den der brugtes i Nildalen. Teknikken i Aïrbjergene blev forbedret i tiden omkring 1.500 f.Kr.
I første årtusinde f.Kr. kendte man til jernfremstilling i det nordvestlige Afrika, Egypten og Nubien. I 670 f.Kr. var nubierne blevet presset ud af Egypten af assyrere som brugte våben lavet af jern. Efter denne tid blev jern i Nildalen langt mere udbredt.
Formodningen om, at jernudvinding spredte sig til området syd for Sahara via den nubiske by Meroë, er ikke længere alment accepteret af forskerne. I Vestafrika er metalarbejder blevet daterede så tidligt som 2.500 f.Kr. ved Egaro vest for Termitbjergene i Niger, og jernudvinding blev praktiseret her ca. 1.500 f.Kr. I Centralafrika er der beviser på at jern kan være blevet udvundet så tidligt som tredje årtusinde f.Kr. Jernsmeltning blev udviklet i området mellem Tchadsøen og de store afrikanske indsøer mellem 1.000 og 600 f.Kr., længe før denne teknik nåede frem til oldtidens Egypten. Før 500 f.Kr. havde Nokkulturen på Josplateauet smeltet jern.

## Antikken
Nordafrikas antikke historie er uløseligt knyttet til historien i antikkens Mellemøsten især for oldtidens Egypten og Nubien. På Afrikas horn beherskede kongeriget Aksum dele af det, som i dag er Eritrea, det nordlige Etiopien og kystområder på den vestlige del af den arabiske halvø. I 2.350 f.Kr. havde oldtidens egyptere etableret handelsforbindelser med landet Punt, som formentlig lå i vore dages Somalia, Djibouti eller Eritrea. Fønikiske byer som Karthago var en del af Middelhavets jernalder i den klassiske antikke tid. På denne tid udviklede Afrika syd for Sahara sig mere eller mindre uafhængigt.

### Oldtidens Egypten
Efter at Sahara i stigende grad var blevet til ørken, blev bosætningen mere koncentreret i Nildalen, hvor der efterhånden udviklede sig talrige sakrale høvdingdømmer. Regionerne med de største befolkningskoncentrationer var i deltaregionen i Nedre Egypten, Øvre Egypten og langs anden og tredje katarakt ved Dongola langs Nilen i Nubien. Dette befolkningspres og væksten havde sin årsag i dyrkning af afgrøder indført fra det sydvestlige Asien, herunder hvede og byg, og avling af får, geder og tamkvæg. Befolkningsvæksten førte til konkurrence om landbrugsområder og behov for reguleret jordbrug. Reguleringen blev etableret ved oprettelsen af bureaukratier i høvdingdømmerne. Den første og mægtigste af disse var Ta-Seti, som blev oprettet i tiden omkring 3.500 f.Kr. Ideen om sakrale høvdingdømmer spredte sig til både Øvre og Nedre Egypten.
Senere begyndte høvdingdømmerne at slutte sig sammen i bredere politiske enheder i Øvre og Nedre Egypten, og dette kulminerede, da Narmer (Menes) i 3.100 f.Kr. samlede hele Egypten til ét rige. I stedet for at blive opfattet som en sakral høvding blev han en guddommelig konge eller farao. Henoteisme, eller dyrkelse af en enkelt gud indenfor et system af polyteisme, praktiseret i de sakrale høvdingdømmer, blev forenet i den polyteistiske religion i oldtidens Egypten. Bureaukratierne blev mere centraliserede under faraoerne, hvis magt blev forvaltet af guvernører, skatteopkrævere, generaler, kunstnere og ingeniører. Man opkrævede skatter, organiserede betydelige offentlige arbejder og byggede vandingssystemer, pyramider, templer og kanaler. I løbet af fjerde dynasti (2.620-2.480 f.Kr.) blev langdistancehandel udviklet. Der blev handlet tømmer fra Mellemøsten, guld og skind fra Nubien, røgelse fra Punt, og der var desuden handel med Libyen. Under det gamle rige i Egypten udviklede og opretholdt landet sine grundlæggende systemer, institutioner og kultur, altid gennem det centrale bureaukrati og ved faraos guddommelighed.
I det tredje årtusinde f.Kr. begyndte Egypten at udøve direkte militær og politisk kontrol over sine sydlige og vestlige naboer. Omkring 2.200 f.Kr. var det gamle rigets stabilitet blevet undermineret af rivalisering blandt guvernørerne i nomerne, som udfordrede faraos magt, og samtidig af invasioner fra asiater ind i deltaet. Første mellemepoke i Egypten begyndte i en tid med politisk splid og usikkerhed.
Omkring 2.130 f.Kr. blev perioden med stagnation afsluttet ved Mentuhotep I, den første farao af det 11. dynasti, og fremvæksten af mellemriget i Egypten. Man begyndte igen at bygge pyramider, langdistancehandelen kom igen i gang, og magtcentret flyttede sig fra Memfis til Theben. Forbindelserne med de sydlige regioner i kongedømmerne Kush, Wawat og Irthet ved anden katarakt blev forstærket. Derefter fulgte anden mellemepoke i Egypten, hvor et folk, som blev kaldt Hyksos, invaderede landet ved hjælp af stridsvogne trukket af heste og med våben lavet af bronze, en teknologi ikke tidligere set i Egypten. Stridsvogne spredte sig snart vestover til det ubeboede Sahara og nordlige Afrika. Hyksosfolket formåede ikke at holde på sine egyptiske erobringer og blev antagelig absorberet ind i det egyptiske samfund. Det førte til en af Egyptens mægtigste faser, det nye rige i Egypten (1.580-1.080 f.Kr.) med det 18. dynasti. Egypten blev en supermagt, som kontrollerede Nubien i syd og Mellemøsten i øst, mens det udøvede politisk indflydelse på libyerne i vest og ud i Middelhavet.
Som tidligere endte også dette kongerige med en invasion, denne gang fra vest ved libyske høvdinge, hvilket førte til den tredje mellemepoke i Egypten. Begyndende med Sjesjonk I blev det 21. egyptiske dynasti etableret. Det varede i to århundreder.
I syd blev nubisk uafhængighed og styrke sikret, og da Nubien var stærk nok, blev Egypten invaderet og til sidst erobret, begyndende med Kashta og fuldført af Piye (751–730 f.Kr.) og Shabaka (716–695 f.Kr.). Derefter blev Egypten styret af nubiske faraoer, begyndende med det 25. egyptiske dynasti. Nubierne genindførte egyptiske traditioner og skikke og styrede landet i omtrent hundrede år. Dette styre blev afsluttet af en assyrisk invasion, hvor farao Taharqa måtte erfare, hvor effektive våben af jern var. Den nubiske farao Tantamani blev den sidste i det 25. dynasti.
Da både assyrerne og nubierne forlod landet, opstod et nyt 21. dynasti fra Sais. Det varede frem til 525 f.Kr, da Egypten blev invaderet af en stor krigsmagt, Perserriget. I modsætning til assyrerne opretholdt perserne deres greb om Egypten indtil 332 f.Kr., da landet blev erobret af græsk-makedonske Aleksander den Store. Det markerede begyndelsen på det ptolemæiske kongedømme med ny hovedstad i Alexandria, som nu blev den store kulturelle og økonomiske by i den østlige del af Middelhavet. I 30 f.Kr. blev ptolemæerne ryddet af vejen af romerne.

### Nubien
Som et af de første sakrale høvdingdømmer ved Nilen opstod omkring 3.500 f.Kr. høvdingømmet Ta-Seti i det nordlige Nubien, ved første og anden katarakt. Ta-Seti var et mægtigt rige som udøvede indflydelse på de nærliggende høvdingdømmer. Baseret på studier af billedrepræsentationer har man hævdet, at riget beherskede Øvre Egypten. Ta-Seti drev handel så langt bort som Syrien og Mellemøsten foruden også med Egypten. Ta-Seti eksporterede guld, kobber, strudsefjer, elfenben og ibenholt til det gamle rige. Fra omkring 3.100 f.Kr. var Ta-Seti derimod i nedgang. Efter foreningen i samme tidsrum med Egypten ved Narmer, den første farao som styrede et forenet Egypten, blev Ta-Seti invaderet af farao Hor-Aha (fra det første dynasti), som ødelagde de sidste rester af Ta-Seti. Den kultur, som arkæologerne har identificeret som A-gruppe-kulturen, er blevet tilknyttet Ta-Seti.
Små sakrale høvdingdømmer var stadig spredt ud over den nubiske del af Nildalen i århundrederne efter 3.000 f.Kr., men hen mod slutningen af det tredje årtusinde havde mange af disse småriger sluttet sig sammen i to store riger: kongeriget Sai umiddelbart syd for Egypten og kongeriget Kerma ved tredje katarakt. Omkring 1700-tallet f.Kr. erobrede Kerma naboriget Sai, og de to sammenlagte riger blev en alvorlig rival til oldtidens Egypten. Kerma strakte sig nu fra første katarakt til der, hvor floderne Den blå Nil, Den hvide Nil og Atbara løber sammen, ved Khartoum i nutidens Sudan. Omkring 1.575-1.550 f.Kr., i løbet af den sidste del af 17. egyptiske dynasti, trængte kongeriget Kerma nordover og ind i Egypten. Kongeriget Kerma allierede sig med eller drog fordel af Hyksosfolkets samtidige invasion af Egypten.
Egypten fik ny energi under det 18. dynasti og erobrede kongeriget Kerma og/eller Kush, og regerede det i næsten 500 år. Kusj blev stærkt præget af egyptisk kultur i denne periode. Omkring 1.100 f.Kr. trak egypterne sig imidlertid ud af Kush. Regionen fik sin uafhængighed og fornyede sin kultur. Kush byggede en ny religion omkring guden Amun og gjorde byen Napata til sit åndelige center. I 730 f.Kr. var kongeriget stærkt nok til at invadere Egypten, overtage Theben og oprette det nubiske rige. Dette rige strakte sig fra Palæstina i øst mod syd til der, hvor den blå og hvide Nil løber sammen.
I 760 f.Kr. blev kushiterne forvist fra Egypten af assyrerne, som havde overlegne våben af jern. Senere blev den administrative hovedstad flyttet fra Napata til Meroë, og en ny nubisk kultur udviklede sig. I begyndelsen var kulturen i Meroë stærkt præget af den egyptiske men begyndte efterhånden at udvikle sine egne træk. Nubien blev et center for produktion af jern og fremstilling af tekstiler. Egyptisk hieroglyfisk skrift blev erstattet af meroitisk skrift, som stammede fra egyptisk, men brugte et alfabet. Løveguden Apedemak blev føjet til den egyptiske gudeverden. Handelsforbindelser over Det Røde Hav voksede og knyttede Nubien til Middelhavets Hellas. Nubisk arkitektur og kunst blev også mere specialiseret, med billeder af løver, strudse, giraffer og elefanter. Efter fremvæksten af kongeriget Aksum i det nordlige Etiopien blev Nubiens handelsforbindelser efterhånden afbrudt, og Nubien led desuden under de miljømæssige følger af en omfattende skovhugst til jernproduktionen. I 350 e.Kr. sørgede kong Ezana af Aksum for, at Meroë gik til grunde.

### Karthago
Egypterne omtalte folket vest for Nilen, som nedstammede fra berbere, som libyere. Libyerne var jordbrugsfolk, akkurat som mauriere i Marokko og numidere i det centrale og østlige Algeriet og Tunis. De var også nomadiske, havde hest som tamdyr og var spredt over de golde græsningsområder og ørkenen, tilsvarende som det berbiske folk som romerne kaldte for gaetuliere. Berbiske ørkennomader var i jævnlig konflikt med de berbiske jordbrugsfolk ved kysten.
Fønikerne var søfolk fra Middelhavet med ophav i Fønikien i Mellemøsten. De var hele tiden på jagt efter værdifulde metaller som kobber, guld, tin og bly. Omkring 1.000 f.Kr. begyndte de at bosætte sig på den nordafrikanske kyst, hvor de handlede og efterhånden blandede sig med den indfødte berbiske befolkning. I 814 f.Kr. grundlagde fønikere fra Tyr byen Karthago. Omkring 600 f.Kr. havde Karthago vokset sig til en betydelig handelsby og en politisk magt i Middelhavet. Meget af grunden til byens vækst var handel med tropisk Afrika, og dens vækst førte også til fremvæksten af de berbiske kongeriger Numidia og Mauretanien. Engang omkring 500 f.Kr. fik Kartago sat skub i handel med Afrika syd for Sahara. Berbiske mellemmænd, som havde opretholdt kontakter med det subsahariske Afrika, efter at ørkenen var udtørret, benyttede sig af pakdyr for at fragte varer fra oase til oase. Trusler lurede fra garamantere i Fès, som angreb og plyndrede handelskaravanerne. Salt og metaller blev handlet mod guld, slaver, perlehalsbånd og elfenben.
Kartagerne (eller punerne som romerne kaldte dem) var rivaler til grækerne og romerne. Karthago udkæmpede tre store krige med Rom: Første puniske krig (264 til 241 f.Kr.) om Sicilien; anden puniske krig (218 til 201 f.Kr.), hvor Hannibal invaderede Europa og Italien; og tredje puniske krig (149 til 146 f.Kr.) om Karthago selv. Byen tabte de to første krige, og i den tredje blev byen ødelagt, og derefter blev området omgjort til den romerske provins Africa med støtte fra det berbiske kongerige Numidia. Provinsen Africa blev en betydelig leverandør af hvede, oliven og olivenolie til det romerske kejserrige. To århundreder senere bragte Rom de berbiske kongeriger Numidia og Mauretania under sit herredømme. I 420-tallet e.Kr. invaderede de germanske vandaler Nordafrika, og Rom tabte sine provinser. De berbiske kongeriger genvandt også deres uafhængighed.
Kristendommen fik fodfæste i afrikanske Alexandria allerede i 100-tallet e.Kr. og spredte sig til det nordvestlige Afrika. I 313 e.Kr. var hele det romerske Nordafrika blevet kristnet med Milanoediktet. Egypterne tilpassede sig monofysitisk kristendom og dannede den koptiske kirke, som var uafhængig af både biskoppen i Rom og den østromerske kejser i Konstantinopel. Berberne tilpassede sig donatistisk kristendom. Begge grupper nægtede at acceptere den romersk-katolske kirkes autoritet.

### Berbere
I takt med at magten og indflydelsen fra Karthago voksede, blev dens indvirkning på den indfødte befolkning meget stor. Den berbiske civilisation var allerede i et stadium, hvor jordbrug, håndværk, handel og politisk organisering støttede flere stater. Handelsforbindelserne mellem Karthago og berberne i det indre af Afrika voksede, men Karthagos ekspansion førte også til, at der blev taget berbere til slaveri eller som rekrutter til den kartagiske hær og til afpresning af tributter fra andre. I begyndelsen af 300-tallet f.Kr. udgjorde berbere, sammen med gallere, størstedelen af den kartagiske hær. I lejesoldaternes krig deltog berbiske soldater fra 241 til 238 f.Kr. efter ikke at være blevet betalt som følge af Karthagos nederlag i den første puniske krig.
Berberne formåede at få kontrol over meget af Karthagos nordafrikanske områder, og de prægede mønter, som bar navnet Libya, et navn som blev benyttet af grækerne for at beskrive de indfødte i Nordafrika. Den kartagiske stats tilbagegang grundet nederlagene til romerne i de tre puniske krige førte til, at byen Karthago i 146 f.Kr. blev ødelagt. Mens Karthagos magt mindskede, voksede de berbiske riger i indlandet. To af dem blev etableret i Numidia bag de kystområder, som Karthago kontrollerede. Vest for Numidia lå Mauretanien som strakte sig fra egnene ved floden Moulouya i Marokko og til Atlanterhavet. Den berbiske civilisation var i disse egne uovertruffen frem til muslimerne lagde den i grus mere end tusind år senere, og den nåede sit højdepunkt under Masinissa i 100-tallet f.Kr. Efter hans død i 148 f.Kr. blev de berbiske kongeriger opdelt og genforenede flere gange. Masinissas slægt overlevede frem til år 24 e.Kr., da de tilbageværende berbiske områder blev underlagt Romerriget.

### Somalia
På Afrikas horn var forfædrene til det somaliske folk vigtige med hensyn til at knytte regionens handel sammen med resten af den antikke verden. Somaliske søfolk og handelsmænd var de vigtigste leverandører af røgelse, myrra og krydderier. Det var værdifulde luksusvarer for antikkens egyptere, fønikere, mykenske grækere og babylonere.
I klassisk tid blomstrede flere somaliske byer som Opone, Mosyllon og Malao og de konkurrerede med Saba, Partia og Kongeriget Aksum om den rige handel med den græsk-romerske verden.

### Romersk Nordafrika
Stigende urbanisering og opdyrkning af jord førte under det romerske styre førte til omfattende omlokalisering af befolkninger i det berbiske samfund. Nomadestammer blev tvunget til at bosætte sig eller flytte fra traditionelle strejfeområder. Fastboende stammer mistede deres selvstyre. Berberne gjorde til stadighed modstand mod romersk overherredømme, og den romerske kejser Trajan etablerede derfor en grænse i syd ved bjergene Aurès og Nemencha og byggede en række fæstninger fra Vescera (nu Biskra) til Ad Majores sydøst for Biskra. Forsvarslinjen strakte sig så langt som til Castellum Dimmidi (nu Messaad, sydvest for Biskra), det romerske Algeriets sydligste fæstning. Romerne bosatte sig og udviklede området omkring Sitifis (nu Sétif) i 100-tallet, men længere vestpå strakte Roms indflydelse sig ikke, bortset fra langs kysten, og militære hovedveje blev ikke bygget før langt senere.
Romersk militær tilstedeværelse i Nordafrika var relativ lille, bestående af 28.000 tropper og hjælpetropper i Numidia og to provinser i Mauretania. Begyndende i 100-tallet e.Kr. blev disse garnisoner hovedsagelig bemandede af lokale soldater.
Uden for Kartago blev en del af de nordafrikanske bosættelser grundlagt af veteransoldater under de romerske kejsere Claudius, Nerva, og Trajan. I Algeriet omfattede sådanne bosættelser Tipasa, Cuicul eller Curculum (nu Djémila, nordøst for Sétif), Thamugadi (nu Timgad, sydøst for Sétif), og Sitifis (nu Sétif). Velstanden i de fleste byer var afhængig af jordbrug. Nordafrika blev kaldt for "romerrigets kornmagasin", idet det var blandt de største leverandører af korn til riget (Egypten var en anden vigtig leverandør), mest til provinser, som ikke selv producerede korn, særlig Italien og Hellas. Andre afgrøder var frugt, figen, druer og bønner. I 100-tallet blev olivenolie også eksporteret.
Begyndelsen på nedgangen for Romerriget var mindre alvorlig i Nordafrika end andre steder. Der forekom dog oprør, bl.a. jordbesiddernes mislykkede oprør i 238 mod kejserens skattepolitik. Sporadiske stammeoprør i bjergene i Mauretania fulgte fra 253 til 288. Byerne havde økonomiske vanskeligheder, og næsten al byggeaktivitet ophørte.
Byerne i romerske Nordafrika havde en betydelig jødisk befolkning. En del jøder var blevet deporteret fra Judea i 100- og 200-tallet grundet oprør mod romersk styre. Andre var kommet tidligere med fønikiske bosættere. Endvidere var en række berbiske stammer konverteret til jødedommen.[kilde mangler]
Kristendommen kom i slutningen af 100-tallet og skaffede sig snart tilhængere i byerne. Mere end 80 biskopper, en del fra de fjerne grænseregioner i Numidia, deltog i kirkemødet i Kartago i 256. Ved slutningen af 300-tallet var de bosatte områder blevet kristnet, og en del af de berbiske stammer konverterede samlet. Den del af kirken, som senere blev kendt som donatisterne, begyndte i 313 blandt de kristne i Nordafrika. Donatisterne (efter Donatus, biskop i 315) forlangte, at præsterne, som forvaltede sakramenterne, skulle være moralsk uangribelige. Spørgsmålet var også, hvad man skulle gøre med de præster og biskopper, som ikke havde vist moralsk mod under kejser Diokletians kristenforfølgelser, og donatisterne ville ikke slippe dem ind i kirken. Biskoppen i Rom (paven) havde et andet syn og fordømte donatisterne som kættere. Donatisterne modsatte sig også kejser Konstantins deltagelse i kirkens affærer, i modsætning til de fleste kristne, som ønskede officiel anerkendelse fra kejseren. Den mest højrøstede nordafrikanske kritiker af donatisterne var Augustin af Hippo. Selv om striden med donatisterne blev løst med en beslutning i Karthago i 411, fortsatte donatistiske samfund at eksistere så sent som i slutningen af 500-tallet.[kilde mangler]
Nedgangen i handelen svækkede romersk kontrol. Uafhængige kongedømmer opstod i bjerg- og ørkenområder, byer blev overtaget, og berberne, som var blevet presset ud i rigets yderkanter, kom tilbage.
Belisarius, general for den byzantinske kejser Justinian I den Store i Konstantinopel, gik i land i Nordafrika i 533 med 16.000 mænd og i løbet af et år knuste han det vandalske kongerige. På grund af lokal modstand opnåede byzantinerne først fuldstændig kontrol over regionen efter tolv år, og byzantinernes styre blev aldrig andet end en skygge af hvad det havde været under Rom. Til trods for at en imponerende række af befæstninger blev bygget, blev byzantinsk styre kompromitteret af korruption, udygtighed, militær svaghed og mangel på større interesse i Konstantinopel for de afrikanske anliggender, hvilket gjorde det nemt for araberne at gennemføre de senere muslimske erobringer.[kilde mangler]

### Aksum
Den tidligste statsdannelse i Eritrea og det nordlige Etiopien var D'mt, dateret til omkring 700- og 600-tallet f.Kr. D'mt drev handel via Det Røde Hav med Egypten og Middelhavet, særlig med røgelse. I 400-tallet f.Kr. havde riget haft tilbagegang og flere efterfølgere dukkede op. Senere kom der gang i større handel med det sydlige Arabien, hovedsagelig via havnen i Saba. Adulis blev et vigtigt handelscenter på de etiopiske højlande. Samhandel mellem folkene i de to regioner, sydarabiske Saba og nordlige etiopiere, resulterede i Ge'ezkulturen med eget sprog og til sidst også udviklingen af en egen Ge'ez-skrift. På denne tid opstod af denne kultur kongeriget Aksum. Rigets handelsforbindelser voksede og strakte sig fra Det Røde Hav og til Middelhavet med Egypten, Hellas, og Rom, og til Sortehavet, Persien, Indien og helt til Kina, hvor kongeriget Aksum blev kendt. Allerede i 400-tallet f.Kr. var regionen meget fremgangsrig, eksporterede elfenben, skind fra flodheste, guldstøv, krydderier og levende elefanter. Landet importerede sølv, guld, olivenolie og vin. Aksum fremstillede krystalglas, messing, og kobber til eksport. Aksum blev et mægtigt rige, som beherskede dele af Sudan, det nordlige Etiopien (Tigray) og Eritrea. Dets konger byggede store paladslignende bygninger af sten og blev begravede under store megalitiske monumenter. Omkring 300 e.Kr. prægede Aksum sine egne mønter i sølv og guld.
I 331 e.Kr. konverterede kong Ezana (320–350 e.Kr.) til monofysitisk kristendom, efter sigende på foranledning af græske Frumentius og Ædesius som var strandet på rødehavskysten. Nogle forskere mener dog, at omvendelsen foregik langt mere komplekst og gradvist. I tiden omkring 350, da Ezana angreb og plyndrede Meroë, havde også klostertraditionen slået rødder inden for den etiopiske kirke.
I 500-tallet var Aksum mægtig nok til at lægge Saba på den arabiske halvø under sit rige. Mod slutningen af 500-tallet pressede perserne Aksum ud af Arabien. Med spredningen af islam gennem det vestlige Asien og nordlige Afrika blev Aksums handelsnetværk i Middelhavet lukket. Handelen ved Det Røde Hav mindskede, da den blev flyttet til Den Persiske Bugt og domineret af arabere. Det førte til en tilbagegang for Aksum. Omkring 800 blev hovedstaden flyttet mod syd til bjergene i indlandet, og Aksum var nu kun en skygge af sin tidligere storhed.

### Vestafrika
I det vestlige Sahel var væksten af bosatte samfund hovedsagelig baseret på dyrkning af hirse og sorghum (durra). Arkæologer har påvist betydelige befolkninger i Vestafrika fra engang i det andet årtusinde f.Kr. Symbiotiske handelsforbindelser udviklede sig før den trans-sahariske handel kom i gang, idet forskellige landskabstyper og økosystemer, som ørken, græsland og skov, gjorde det muligt at udveksle varer. Jordbrugerne fik salt fra ørkennomaderne, som til gengæld fik kød og andre madvarer fra jordbrugerne på græslandet og fra fiskerne ved floden Niger. De, som boede i skovområderne, skaffede skind og kød.
Tichitt (Dhar Tichitt) og Oualata i Mauritania var særlig vigtige tidlige byområder, daterede til 2.000 f.Kr. Der er fundet rester af omkring 500 stenbosættelser på den tidligere savanne i Sahara, hvor folk drev fiskeri og dyrkede hirse. Man har opdaget, at det var soninkefolket indenfor mandéfolket som var ansvarlige for bygningen af sådanne bosættelser. En gang omkring 300 f.Kr. begyndte området at tørre ud, grundlaget for bosættelser blev vanskeligere og folketallet sank. Mange synes at være flyttet til Koumbi Saleh længere mod syd. Med henvisning til arkitektur og keramik er det antaget, at Tichitt var beslægtet med det senere Ghanarige.
Gamle Jenne (senere Djenné) i nutidens Mali blev anlagt i tiden omkring 300 f.Kr. Byen havde en betydelig befolkning, hvilket fremgår af de tætliggende gravpladser. Boliger blev fremstillede af soltørrede lersten. Omkring 250 f.Kr. var Jenne en stor, blomstrende markedsby.
Længere sydpå i det centrale Nigeria udviklede Nokkulturen sig på Josplateauet i tiden omkring 1.000 f.Kr. Det var et meget centraliseret samfund. Nokfolket frembragte små, naturtro terrakottafigurer, herunder menneskehoveder, elefanter og andre dyrefigurer. Omkring 500 f.Kr. havde de kendskab til jernsmeltning. Omkring 200 e.Kr. var Nokkulturen imidlertid forsvundet. Baseret på sammenligninger af stilen på Nokkulturens terrakottafigurer mener man nu, at denne tradition blev videreført i bronzefigurer i Ife og Benin.

### Bantuekspansionen
I afrikansk historie fik bantuekspansionen afgørende betydning for folkevandring og bosætning på kontinentet. Folk, som talte bantusprog (en gren af Niger-Congo sprog) begyndte i 2. årtusinde f.Kr. at sprede sig fra Cameroun og østover til regionen med de store afrikanske indsøer, og derfra til de sydlige og østlige dele af Afrika. En tidlig ekspansion gik sydover til den øvre del af Zambezidalen i 100-tallet f.Kr. Derefter spredte bantufolk sig vestover mod savannerne i nutidens Angola og østover ind i Malawi, Zambia og Zimbabwe i det første århundrede e.Kr.
På samme tid udgik den næste store folkevandring, fra de store indsøer og østover, hvor den spredte sig langs kysten af Det Indiske Ocean i Kenya og Tanzania. Den østlige gruppe mødte til sidst den sydlige folkevandring fra de store indsøer i Malawi, Zambia og Zimbabwe. Begge grupper fortsatte sydover, mens de østlige grupper fortsatte til Mozambique og nåede Maputo i 100-tallet e.Kr., og senere så langt som til Durban. Ved slutningen af 900-tallet e.Kr. var ekspansionen nået til den store Keiflod i Sydafrika. Sorghum, som var en vigtig afgrøde for bantufolkene, kunne dog ikke trives under vinterregnen i Namibia og den vestlige Kap-provins. De oprindelige khoisanfolk bosatte sig i de tilbageværende dele af det sydlige Afrika.

## Fra 500 til 1800

### Nordafrika
Den nordafrikanske middelhavskyst deles traditionelt i Egypten mod øst og Maghreb vest herfor, fra Libyen til Marokko.

#### Maghreb
I 711 e.Kr. havde arabiske muslimer erobret hele Nordafrika, og i 900-tallet var næsten hele befolkningen i Nordafrika blevet muslimsk. I løbet af 800-tallet ophørte den enighed, som havde båret den islamiske erobring af Nordafrika og ekspansionen af islamisk kultur. Der opstod konflikt om hvem som var profetens retmæssige efterfølger, og dermed kalif. Umayyade-kalifatet havde oprindelig taget magten, med hovedstad i Damaskus. Senere have abbasiderne taget over og flyttet hovedstaden til Bagdad. Berberne satte deres uafhængighed højt og var fjendtlige mod indblanding udefra og mod arabisk eneret til ortodoks islam, og de bekendte sig til shiaislam og kharijitisk islam, begge dele betragtet som uortodokse og fjendtlige mod abbaside-kalifatet. Talrige kharijitiske kongedømmer, som alle hævdede deres uafhængighed af Bagdad, kom og gik i løbet af 700- og 800-tallet. Tidligt i 900-tallet grundlagde shiaislamske grupper fra Syrien, som hævdede at nedstamme fra Muhammeds datter Fatima, Fatimide-kalifatet i Maghreb. O. 950 havde de erobret hele Maghreb, og videre østover blev også hele Egypten erobret o. 969, samtidig med at de brød med Bagdad.
I et forsøg på påføre sanhaja-berberne en renere form for islam grundlagde Abdallah ibn Jasin bevægelsen almoraviderne i det som er nutidens Mauritanien og vestlige Sahara. Sanhaja-berberne praktiserede ligesom soninkefolket i samme område en oprindelig religion ved siden af islam. Abdallah ibn Jasin fandt sig trosfæller i den berbiske stamme lamtuna-sanhajaerne, som var behersket af soninkefolket i syd og zenataberberne i nord. I 1040-erne var alle lamtunaerne tilsyneladende konverteret til almoraviderne. Ved hjælp af Yahya ibn Umar og hans broder Abu Bakr ibn Umar, sønner af en lamtunahøvding, skabte almoraviderne et rige, som strakte sig fra Sahel til Middelhavet. Da Abdallah ben Jasin og Yahya ibn Umar var døde, delte Abu Bakr riget i to, den ene del tog han selv og den anden blev givet til Yusuf ibn Tashfin. Abu Bakr tog den sydlige del for at fortsætte med at føre krig mod soninkefolket, og Yusuf ibn Tashfin tog den nordlige del, og trængte snart efter ind i Europa gennem det sydlige Spanien. Da Abu Bakr døde i 1087, ophørte enigheden, hvilket førte til voksende militær konflikt i syd. Soninkefolket fik fremgang og tog sine områder tilbage.
Mellem 900- og 1200-tallet foregik der en storstilet udflytning af befolkningen på den arabiske halvø. I tiden omkring 1050 havde en kvart million arabiske nomader fra Egypten bevæget sig ind i Maghreb. De, som fulgte nordkysten, blev omtalt som Banu Hilal, og de, som gik syd for Atlasbjergene blev kaldt for Banu Sulaym. Denne folkevandring spredte med sig arabisk sprog og førte til stagnation og tilbagegang for berbisk sprog, foruden at Nordafrika blev stærkt præget arabisk kultur og religion. En senere berbisk gruppe, Hawwara, som var blevet stærkt præget af arabisk kultur, drog sydover til Nubien via Egypten.
I 1140-erne erklærede Abd al-Mu'min jihad (hellig krig) mod almoraviderne, idet han anklagede dem for dekadence og korruption. Han forenede de nordlige berbere mod almoraviderne, styrtede deres styre og oprettede derefter almohadernes rige. I løbet af denne periode blev Maghreb fuldstændig muslimsk, men også præget af større læse- og skrivekyndighed, udviklingen af algebra, brugen af tallet 0 og decimaltal. I 1200-tallet var almohadernes stat blevet delt i tre rivaliserende stater. På samme tid blev de muslimske (også kaldet mauriske) stater på den iberiske halvø efterhånden nedkæmpet af de kristne kongedømmer Castillien, Aragón og Portugal. Omkring 1415 var Portugal engageret i en reconquista af Nordafrika, hvor man erobrede Ceuta, og senere skaffede Portugal og Spanien sig andre havne på den nordafrikanske kyst. I 1492 besejrede Spanien maurerne i Granada og afsluttede således muslimernes herredømme i det sydvestlige Europa.
I 1400- og 1500-tallet erobrede Portugal og Spanien havnebyerne Tanger, Algier, Tripoli og Tunis. Det førte dem i direkte konflikt med Det osmanniske rige som generobrede havnene ved at benytte tyrkiske pirater. De tyrkiske korsarer benyttet derefter havnene som udgangspunkt for angreb på skibe fra kristne nationer, hvilket blev en betydelig indtægtskilde for disse byer. Teknisk set var Nordafrika underlagt Det osmanniske rige, men i praksis styrede Istanbul kun kystbyerne. Tripoli havde udbytte af handelen med Bornostaten i det som i dag er det nordøstlige Nigeria. Tripoli handlede med heste, skydevåben og rustninger for slaver.
En arabisk nomadestamme, som hævdede at nedstamme fra Muhammads datter, saʿdiene, erobrede og forenede i 1500-tallet Marokko. Herved forhindredes osmannerne i at nå frem til Atlanterhavet, og man trængte også Portugal væk fra Marokkos vestkyst. Ahmad al-Mansur bragte staten til højden af sin magt. Han invaderede Songhai-riget ved Niger i nutidens Mali i 1591 for at tage kontrol over guldhandelen. Denne var dels blevet flyttet til Afrikas vestkyst, så man nemmere kunne handle med europæiske skibe, og dels østover til Tunis. Marokkos greb om Songhai mindskedes i 1600-tallet. Efter Ahmads død i 1603 blev kongedømmet delt i to sultanater, Fes og Marrakech. Senere blev det genforenet ved Moulay al-Rashid, grundlægger af alavitdynastiet (1672–1727). Hans broder og efterfølger Ismail ibn Sharif (1672–1727) opbyggede militæret og forstærkede landets enhed ved hjælp af importerede slaver fra Sudan.

#### Egypten
I 642 e.Kr. blev det byzantinske Egypten angrebet og erobret af arabiske muslimer. Egypten under Fatimide-kalifatet var fremgangsrigt. Dæmninger og kanaler blev repareret, og produktionen af hvede, byg, hør og bomuld voksede. Egypten blev en betydelig producent af tøj af hør og bomuld, og handelen over Middelhavet og Det Røde Hav voksede. Egypten prægede også en guldvaluta kaldet fatimide-dinarer, som blev benyttet ved handel med andre lande. Det meste af indtægterne kom dog fra at beskatte fellahin, almindelige bønder, og skattetrykket var højt. Skatteopkrævningen blev udført at berbiske lensherrer, tidligere soldater som havde deltaget i de fatimidiske erobringer i 969. Lensherrerne betalte en andel af den indsamlede skat til kalifferne og beholdt selv resten. Til sidst blev de jordejere og udviklede sig til et jordbrugsaristokrati som fortsatte med at udbytte bønderne.
For at opfylde militærets krav blev der benyttet mameluk-tyrkiske slaver som kavalerister og sudanesiske slaver som infanteri. Frie berbiske mænd blev også rekrutterede. I 1150-erne faldt skatteindtægterne fra bønderne. Soldatene gjorde oprør og hærgede rundt i byerne, hvilket mindskede handelen og kaliffernes magt og autoritet.
I løbet af 1160-erne blev det fatimidiske Egypten truet af europæiske korsfarere. Over for denne trussel stillede man en kurdisk general ved navn Saladin med en gruppe professionelle soldater. Saladin besejrede korsfarerne ved Egyptens grænser og generobrede Jerusalem i 1187. Da fatimidekaliffen døde i 1171, overtog Saladin selv magten i Egypten og oprettede Ayyubide-dynastiet. Under hans styre gik Egypten tilbage til sunni-islam. Kairo blev et vigtigt center for arabisk-islamisk lærdom, og mamelukslaver til militærtjeneste blev i stigende grad rekrutteret fra Lilleasien og det sydlige Rusland. Militæret blev finansieret vha iqta, en form for landskat som soldaterne fik i bytte for militærtjeneste.
Over tid udviklede mameluksoldaterne sig til et mægtigt aristokrati af jordejere, i en grad så at de i 1250 kunne frigøre sig fra Ayyubide-dynastiet og etablere deres eget mamelukdynasti. De mægtigere mamelukker blev omtalt som amirer. I 250 år kontrollerede mamelukkerne alt i Egypten under et militærdiktatur. Egypten udvidede sine besiddelser med Syrien og Palæstina, slog korsfarerne tilbage og forhindrede en mongolsk invasion i 1260 i slaget ved Ain Jalut. Det mamelukkiske Egypten blev set som en beskytter af islam og af Medina og Mekka. Til sidst gik iqta-systemet tilbage og viste sig upålideligt til at understøtte militæret. Jordbrugsproduktionen gik ned og dæmninger og kanaler forfaldt. Mamelukkernes tidligere militære dygtighed og teknologi kunne heller ikke holde trit med nye teknologier som geværer og kanoner.
Det var derfor nemt for de succesrige osmanner at bekæmpe mamelukkerne, og i 1517 blev Egypten en del af Det osmanniske rige. Istanbul fornyede iqta-systemet. Handelen blev genetableret i Det Røde Hav, men kunne ikke fuldstændig forbindes med handelen i Det Indiske Ocean på grund af den voksende portugisiske tilstedeværelse. I løbet af 1600- og 1700-tallet tog mamelukkernes efterkommere magten tilbage. De ledende mamelukker blev omtalte som beyer. Pashaer (vicekonger) repræsenterede kun myndigheden i Istanbul af navn og herskede stort set på egen hånd. I løbet af 1700-tallet fremkom der pasha-dynastier, men ledelsen var svag og korrupt.
I 1798 invaderede Napoléon Bonaparte Egypten. De lokale styrker stod svagt over for den franske erobring. Imidlertid formåede Storbritannien og Det osmanniske rige i fællesskab at fjerne franskmændene i 1801. Disse hændelser markerede begyndelsen på 1800-tallets britiske og franske strid om Egypten.

### Afrikas horn

#### Somalia
Islams fødsel på den modsatte side af Somalias nordkyst betød, at somaliske handelsmænd og søfolk, som havde bosat sig på den arabiske halvø, gradvis kom under indflydelse af den nye religion gennem deres konverterede arabisk-muslimske handelspartnere. Med udvandringen af muslimske familier fra den islamiske verden til Somalia i islams første århundreder og med aktiv konvertering blev de gamle somaliske bystater, Mogadishu, Berbera, Zeila, Barawa og Merka efterhånden også muslimske. Byen Mogadishu blev efterhånden kendt som "islams by", hvorfra den østafrikanske guldhandel i flere århundreder blev styret.
I løbet af denne periode blomstrede sultanaterne Merca, Mogadishu, Barawa, Hobyo og deres respektive havne, hvorfra der udgik en lukrativ handel med skibe som sejlede til og fra Arabien, Indien, Venedig, Persien, Egypten, Portugal og så langt bort som Kina. Vasco da Gama, som passerede Mogadishu i 1400-tallet, så at det var en stor by med fire til fem etager høje huse og store paladser i centrum og med mange moskeer.
I 1500-tallet bemærkede portugiseren Duarte Barbosa, at mange skibe fra kongeriget Cambay i nutidens Indien sejlede til Mogadishu med varer som tekstiler og krydderier, som blev byttet med guld, voks og elfenben. Barbosa fremhævede også det store udbud af kød, hvede, byg, heste og frugt på markederne ved kysten, og den velhavende handelsstand. Mogadishu var et center for vævning af klæde, kendt som toob benadir, specielt rettet mod markederne i Egypten og Syrien. Sammen med Merca og Barawa fungerede Mogadishu som mellemstation for swahiliske handelsmænd fra Mombasa og Malindi og for guldhandelen fra Kilwa. Jødiske handelsmænd fra Hormuzstrædet bragte deres indiske klæde og frugt til den somaliske kyst i bytte for korn og tømmer.
Der blev oprettet handelsforbindelser med Malakka i Malaysia i 1400-tallet, og her var tekstiler, ambra og porcelæn de vigtigste varer. Giraffer, zebraer og røgelse blev også eksporteret til Ming-dynastiets Kina. Somaliske handelsmænd styrede handelen mellem Asien og Afrika, som også påvirkede kinesisk sprog med låneord fra somalisk. Hinduistiske handelsmænd fra Surat og sydøstlige afrikanere fra øen Pate ud for Kenya forsøgte at omgå den portugisiske blokade og indblanding fra Oman ved at benytte havne i Somalia som Merca og Barawa.

#### Etiopien
Fra omkring 1137 til 1270 herskede Zagwe-dynastiet i store dele af nutidens Etiopien og Eritrea. Navnet på dynastiet kommer fra det kushit-talende agawfolk i det nordlige Etiopien. Fra 1270 og flere århundreder frem styrede det salomoske dynasti (som hævdede at nedstamme fra kong Salomo i oldtidens Israel) det etiopiske kejserrige.
Tidligt i 1400-tallet søgte Etiopien at opnå diplomatisk kontakt med europæiske kongeriger, for første gang siden aksumisk tid. Et brev fra kong Henrik IV af England til kejseren af Abessinien er bevaret. I 1428 sendte kejser Yeshaq I to sendebud til Alfonso V af Aragón, som sendte sendebud den modsatte vej, men de formåede ikke at fuldføre rejsen.
De første varige forbindelser med et europæisk land, nemlig Portugal, blev knyttet i 1508 af kejser Lebna Dengel, som da lige havde arvet den etiopiske trone efter sin fader. Det viste sig at være en betydningsfuld udvikling, idet Etiopien stadig var under angreb fra muslimske styrker fra sultanatet Adal, ledet af Ahmad ibn Ibrihim al-Ghazi. Portugal støttede den etiopiske kejser med våben og en styrke på fire hundrede mænd, som hjalp hans søn Gelawdewos med at besejre Ahmad og styrke det etiopiske styre. Dette var også den første stedfortræderkrig i regionen, mellem Det osmanniske rige og Portugal.
Da kejser Susenyos I konverterede til romersk katolicisme i 1624, fulgte der år med oprør og uro og med tusindvis af døde. Jesuitiske missionærer omvendte lokale etiopiere til katolske tro til, men den 25. juni 1632 erklærede Susenyos' søn Fasilides, at statsreligionen igen skulle være den etiopisk-ortodokse kirke, hvorpå han udviste jesuitermissionærerne og andre europæere.

### Østafrika

#### Det kristne og muslimske Nubien
Da Ezana fra det etiopiske Aksum i 350 e.Kr. angreb og hærgede byen Meroë, begyndte folk fra området omkring Ballana at rykke ind i Nubien fra sydvest, og her oprettede de efterhånden tre kongeriger: Makuria, Nobatia, og Alodia. De kom til at herske i henved 200 år. Makuria lå over tredje katarakt og med hovedstad i Dongola. Nobatia lå i nord med hovedstad i Faras, og Alodia lå i syd med hovedstad i Soba. Makuria blev til sidst opslugt af Nobatia. Folket i regionen konverterede til den monofysitiske kristendom en gang mellem 500 og 600. Kirken skrev først på koptisk, derefter på græsk og til sidst på gammelnubisk, et nilsaharisk sprog. Kirken lå på linje med den egyptiske koptisk kristendom.
I 641 blev Egypten erobret af muslimske arabere. Herved blev det kristne Nubien og Aksum afskåret fra den kristne verden ved Middelhavet. I 651-652 invaderede muslimerne fra Egypten også det kristne Nubien, men blev eftertrykkeligt besejret af nubiske bueskytter. I den efterfølgende Bakt-aftale blev handelen reguleret og Egypten anerkendte Nubien. Aftalen skulle komme til at fastlægge forholdene mellem det kristne Nubien og det muslimske Egypten i omkring 600 år.
I 1200-tallet begyndte det at gå tilbage for det kristne Nubien. Monarkiets autoritet blev undermineret af kirken og adelen. Arabiske beduinstammer begyndte at infiltrere landet, hvilket førte til yderligere uro. Fakirer, hellige mænd som praktiserede sufisme, indførte islam i Nubien. I 1366 var Nubien blevet opdelt i små lensriger og blev da invaderet af mamelukker fra Egypten. I løbet af 1400-tallet strømmede der arabere ind i landet, hvor de blandede sig med den lokale befolkning. Omgivelserne blev efterhånden præget af arabisk kultur, sprog og religiøs praksis. I 1500-tallet var Makuria og Nobatia blevet underkastet islam. I 1500-tallet ledede Abdallah Jamma et arabisk forbund som ødelagde Soba, hovedstaden i Alodia, den sidste del af det kristne Nubien. Senere blev Alodia underlagt Sultanatet Sennar.
I løbet af 1400-tallet vandrede funjfolket mod nord til Alodia og besatte landet. Mellem 1504 og 1505 ekspanderede kongeriget og nåede sit højdepunkt ved etableringen af hovedstaden ved Sennar i nutidens Sudan under Badi II Abu Daqn (ca. 1644–1680). Ved slutningen af århundredet var også funjerne konverteret til islam. De pressede deres rige vestover mod Kordofan. De ekspanderede østover, men blev bremset af Etiopien. De kontrollerede Nubien ned til tredje katarakt. Økonomien var baseret på, at besejrede fjender brugtes som soldater i hæren, og på handelsmænd, som rejste gennem Sennar. Under Badi IV (1724–1762) vendte hæren sig mod kongen og reducerede ham til en kransekagefigur. I 1821 blev funjerne erobrede af Muhammad Ali (1805–1849), pasha af Egypten.

#### Swahilikysten
Historisk set har Swahilifolket været udbredt så langt mod nord som det nordlige Kenya og så langt mod syd som floden Rovuma i Mosambique. Arabiske geografer omtalte Swahilikysten som landet for zanj, "de sorte".
Selv om der tidligere har været fremsat teorier om, at swahilierne var efterkommere af persiske kolonister, er der nu enighed om, at de tilhører bantufolket, som havde samhandel med muslimske handelsmænd fra slutningen af 600-tallet og begyndelsen af 700-tallet.
Middelalderens swahiliske kongeriger er kendt for at have haft handelshavne på øer, beskrevet af græske historikere som "metropoliser", og for at have etableret regulære handelsruter med den islamske verden og med Asien. Havne som Mombasa, Zanzibar og Kilwa var kendt af kinesiske søfolk under Zheng He og middelalderens islamiske geografer, som fx den berbiske rejsende Abu Abdullah ibn Battuta. De vigtigste eksportvarer var elfenben, slaver, og guld, og man handlede med Arabien, Indien, Persien og Kina.
Portugiserne ankom hertil i 1498. Med det mål at kristne folkene og, ikke mindst, skaffe sig økonomisk kontrol over Swahilikysten angreb portugiserne først Kilwa i 1505 og senere andre byer. På grund af modstand blev det portugisiske forsøg på at etablere kommerciel kontrol aldrig vellykket, og mod slutningen af 1600-tallet begyndte Portugals kontrol over kysten at svinde ind. Med hjælp fra arabere fra Oman ophørte den portugisiske tilstedeværelse i 1729. I stedet blev Swahilikysten til sidst en del af sultanatet Oman. Handelen begyndte at vokse igen, men nåede aldrig op på tidligere tiders niveau.

#### Urewe
I løbet af den afrikanske jernalder, fra 400-tallet f.Kr. og frem til 500-tallet e.Kr., bredte Urewekulturen sig i området omkring Victoriasøen. Kulturens tidligste daterede genstande er fundet i Kagera-regionen i Tanzania, og kulturen strakte sig mod vest til Kivu-regionen i Congo, mod øst til Nyanza og de vestlige provinser i Kenya, og mod nord ind i Uganda, Rwanda og Burundi.
Urewekulturen opstod mod slutningen af bantuekspansionen, som udgik fra Cameroun. Tidlige jernaldercivilisationer i det subsahariske Afrika er blevet undersøgt parallelt med studier af afrikansk sprogudvikling som resultat af bantuekspansionen. Urewe-sproget synes at høre til den østlige underfamilje af bantusprog, som taltes af efterkommere af den første bølge af bantuer i Østafrika. Urewekulturen synes at have været en fuldt udviklet civilisation kendetegnet ved en stilistisk særpræget keramik og teknisk meget sofistikeret smedearbejde. Teknikkerne synes ikke at have udviklet sig eller ændret sig særligt gennem de sidste 2000 år, bortset fra mindre lokale variationer i keramikken.
Urewe-lokaliteten i Kenya blev kendt, da Mary Leakey i 1948 publicerede sine arkæologiske fund, hvor hun beskrev den tidlige jernalderperiode i området omkring de store indsøer, særlig omkring Victoriasøen.[kilde mangler]

#### Madagaskar og Merina
Madagaskar blev tilsyneladende først beboet af austronesisk-talende folk fra det sydøstlige Asien engang før 500-tallet e.Kr. Derefter, en gang i 500- og 600-tallet, kom der en tilstrømning af bantutalende folk fra det østafrikanske fastland. Dette er fastslået ud fra arkæologiske og lingvistiske data. Austroneserne dyrkede bananer og ris, og bantufolket indførte tamkvæg og andre jordbrugspraksiser. Omkring år 1000 blev der oprettet arabiske og indiske handelsbosætninger i den nordlige del af Madagaskar. I 1300-tallet blev islam indført på øen af arabiske handelsfolk. Madagaskar fungerede i den østafrikanske middelalder som mødested for handelsfolk fra andre swahiliske havnebyer, som blandt andet Sofala, Kilwa, Mombasa og Zanzibar.
Efter 1400-tallet opstod der flere kongeriger: Sakalava-riget (1500-tallet) på vestkysten, Tsitambala-riget (1600-tallet) på østkysten, og Merina-riget (1400-tallet) i det centrale højland. I 1800-tallet kontrollerede Merina hele øen.
I 1500 var portugiserne de første europæere på øen, hvor de angreb handelsbosætningerne. Derefter ankom briterne og senere franskmændene. I løbet af sidste halvdel af 1600-tallet blev Madagaskar et populært tilholdssted for pirater. Radama I (1810–1828) inviterede kristne missionærer til i 1800-tallet, men dronning Ranavalona I "den onde" (1828–1861) forbød kristendommen i riget, og henved 150.000 kristne omkom. Under Radama II (1861–1863) vendte landet sig i fransk retning. I 1895 under den anden franko-hova-krig invaderede Frankrig øen, overtog Antsiranana (Diego Suarez) og erklærede Madagaskar for fransk protektorat.

#### Kitara og Bunyoro
O. 1000 e.Kr. var flere statssamfund opståede på plateauet langs de store søer i Østafrika. Man holdt kvæg og dyrkede korn og bananer. Rester af jordanlæg bygget af ntusierne og bigoerne stammer fra en af de første statsdannelser, Bunyoro-riget, som ifølge mundtlige tradition var en del af Kitara-riget som dominerede hele søregionen. En etnisk elite fra luofolket fra bitoklanen herskede over de bantutalende nyorofolk. Samfundet var i al væsentlighed præget af nyoroerne i dens kultur, baseret på vidnesbyrd fra keramik, bosætningsmønster og økonomisk specialisering.
Bitoklanen hævdede, at deres overherredømme var nedarvet fra Bachwezi-klanen, som det hed sig havde hersket over Kitara-riget. Imidlertid ved man meget lidt om Kitara, og en del forskere har også betvivlet om de nogensinde har eksisteret. De fleste tidlige høvdinge i de forskellige grupper i regionen synes at nedstamme fra Bachwezi.

#### Bugandariget
Bugandariget blev grundlagt af gandafolket (eller bagandafolket) en gang i 1300-tallet e.Kr. Gandafolkets forfædre kan være kommet til den nordvestlige del af Victoriasøen så tidlig som 1000 f.Kr. Buganda blev styret af kabakaer (konger), hjulpet af batakaer (klanledere). Efterhånden blev klanledernes autoritet udvandet af kongerne, og riget blev til et centraliseret monarki. I 1500-tallet udvidede kongeriget Buganda sine områder, men havde en alvorlig rival i Bunyoro-riget. I 1870-erne var Bugandariget blevet velstående. Kabakaen (kongen) herskede med sit lukiko (ministerråd). Kongeriget havde en flåde bestående af op til hundrede skibe, hvert med 30 mands besætning. Bugandariget fortrængte Bunyororiget som den mest betydningsfulde stat i regionen, men allerede i begyndelsen af 1900-tallet var riget blevet gjort til provins i det britiske protektorat Uganda.

#### Rwanda
Sydøst for Bunyoro-riget, nær Kivusøen på bunden af den vestlige riftdal, blev Rwanda-riget oprettet, måske i løbet af 1600-tallet. Tutsier var hyrdefolk, som udgjorde eliten, med en konge, som blev kaldt for mwami. Hutuer var jordbrugsfolk, med lavere status end tutsierne. Begge grupper talte samme bantusprog, men det var strenge sociale regler mod at gifte sig indbyrdes og andre former for samkvem. Ifølge mundtlig tradition blev kongeriget Rwanda grundlagt af Mwami Ruganzu II (Ruganzu Ndori) (ca. 1600–1624), med hovedstad i nærheden af Kigali. Det tog 200 år at opbygge et centraliseret kongerige under mwami Kigeli IV (Kigeri Rwabugiri) (1840–1895). Underkastelsen af hutuerne viste sig langt vanskeligere end at underkaste tutsierne. Den sidste tutsihøvding gav op overfor mwami Mutara II (Mutara Rwogera) (1802–1853) i 1852, men den sidste hutuhøvding holdt ud til 1920'erne, hvor han besejredes af mwami Yuhi V (Yuli Musinga) (1896–1931).

#### Burundi
Syd for kongeriget Rwanda lå kongeriget Burundi. Det blev grundlagt af tutsihøvdingen Ntare Rushatsi (ca. 1657–1705). Som Rwanda var Burundi præget af husdyr holdt af tutsier, afgrøder dyrket af hutuer, foruden erobringer og politiske nyvindinger. Under Mwami Ntari Rugaamba (ca. 1795–1852) drev Burundiriget en aggressiv ekspansionspolitik, men baseret mere på diplomati end på magt.

### Vestafrika

#### Ghana
Ghanariget kan være blevet oprettet som kongerige så tidligt som i 300-tallet e.Kr., blandt soninke-folket af Dinge Cisse. Ghana blev første gang nævnt i skriftlige kilder af den arabiske geograf Al-Farazi i slutningen af 700-tallet. Ghana var beboet af byfolk og bønder, idet byfolkene administrerede riget. Byfolkene var de første til at konvertere til islam, mens kongen (med titlen ghana) fortsat praktiserede den traditionelle religion. Byen, hvor de muslimske administratorer og berber-arabere boede, var forbundet med kongens residens med en brolagt vej. Bønderne boede i landsbyer, som var knyttet sammen i større enheder, som sværgede troskab til ghana, kongen. Han blev betragtet som guddommelig, og hans fysiske velvære var afgørende for hele samfundet. Ghanariget konverterede til islam omkring år 1050, efter at oasen Aoudaghost var blevet erobret.
Ghanariget voksede sig rigt ved at beskatte den trans-sahariske handel, som knyttede Tiaret og Sijilmasa til Aoudaghost. Ghana kontrollerede adgangen til guldminerne i Bambouk, sydøst for Koumbi Saleh. En procentdel af al salt og guld, som blev fragtet gennem området, blev opkrævet. Riget var ikke selv involveret i produktionen.
I 1000-tallet var Ghana i tilbagegang. Man mente tidligere, at det var plyndringen af Koumbi Saleh af muslimske berbere under almoraviderne i 1076 som var årsagen, men det anses ikke længere som rigtigt, og flere alternative forklaringer er fremsat. En vigtig årsag var at guldhandelen blev flyttet til Nigerfloden og Taghazavejen, hvorved Ghana oplevede økonomisk nedgang. En anden mulig årsag er politisk ustabilitet som følge af rivalisering blandt forskellige tronarvinger. Riget opløstes i 1230, da Takrurriget i det nordlige Senegal indtog hovedstaden.

#### Maliriget
Maliriget blev grundlagt i 1200-tallet e.Kr., da klanlederen Sundiata ("løveherre") fra Keita-klanen besejrede Soumaoro Kanté fra susufolket (et soninke-folk) i slaget ved Kirina omkring 1235. Sundiata fortsatte sine erobringer fra de frugtbare skove langs Nigerdalen, mod øst til hvor Niger-floden drejer mod syd, mod nord ind Sahara og mod vest til Atlanterhavet, hvor han underlagde sig resterne af Ghanariget. Sundiata tog titlen mansa og etablerede sin hovedstad ved Niani.
Selv om salt- og guldhandelen fortsat var vigtig for Maliriget, var også jordbrug og husdyrhold afgørende. Produktionen af durra, hirse og ris var af stor betydning. Ved de nordlige grænser af Sahel græssede kvæg, får, geder og kameler. Samfundet blev organiseret omkring landområder og landsbyer. En klynge landsbyer blev kaldt for en kafu og blev styret af en farma. Farmaen betalte tribut til mansaen. En hær ledet af mansa-hoffet og bestående af elitekavalerister og infanteri opretholdt lov og orden. Det var en betydelig hær, som kunne udvides med styrker fra vasal-regioner, hvis det var nødvendigt.
Konverteringen til islam skete gradvist, da mansaens magt var afhængig af at opretholde traditionelle trosforestillinger. Sundiata holdt derfor islam på afstand. Senere blev mansaerne muslimer, men anerkendte stadig de traditionelle guddomme og deltog i traditionelle ritualer og fester. Sundiatas søn Uli I (1225–1270) konverterede til islam. Han foretog en pilgrimsrejse til Mekka og blev således anerkendt i den muslimske verden. Hoffet havde skiftkyndige muslimer som sekretærer. Den muslimske rejsende Ibn Battuta efterlod sig farverige beskrivelser af Maliriget.
Mali opnåede sin største magt og udstrækning i 1300-tallet, da mansa Musa (1312–1337) tog på pilgrimsrejse (hajj) til Mekka med 500 slaver, som efter sigende hver bar en guldbarre på 500 mithqal (svarende til 2,1 kg). Alt dette guld devaluerede efter sigende guldværdien i mamelukkernes Egypten i et helt årti. Musas rejse gjorde et dybt indtryk på omverdenen, og han inviterede lærde og arkitekter til Mali, blandt andre Al Sahili.
I Maliriget voksede lærdom, skive- og læsekyndighed. I 1285 besteg Sakura, en frigivet slave, tronen. Denne mansa fordrev tuaregfolket fra Timbuktu og gjorde ørkenbyen til et center for lærdom og handel. Handelen med bøger voksede, og bogproduktion blev et meget respektabelt og indtægtsgivende erhverv. Timbuktu og Djenné blev vigtige centre for lærdom inden for den muslimske verden.
Efter mansa Suleimans (1341–1360) regeringstid begyndte Malirigets nedgang. Mossifolkets kavaleri angreb den udsatte sydgrænse, mens tuaregfolket angreb de nordlige grænser for at generobre Timbuktu. Fulanifolket undergravede Malis autoritet i vest ved at etablere den uafhængige teokratiske stat Futa Toro, efterfølgere af det tidligere rige Tekrur. Malirigets alliancer med sererfolket og joloffolket blev brudt. I årene 1545-1546 erobrede Songhairiget hovedstaden Niani. I tiden efter 1599 mistede Maliriget sine guldminer i Bambouk, og riget opløstes i en række småriger styret af høvdinge.

#### Songhairiget
Songhaifolket nedstammede fra fiskere fra den mellemste del af Nigerfloden. De grundlagde deres hovedstad ved Kukiya i 800-tallet e.Kr. og senere ved Gao i 1100-tallet. Deres sprog var et nilosaharisk sprog.
Sonni Ali, en songhai, begyndte sin erobring ved i 1468 at tage Timbuktu fra tuaregfolket. Han udvidede sit rige mod nord, dybt ind i ørkenen, og pressede mossifolket endnu længere mod syd mod floden Niger, og udvidede også mod sydvest til Djenne. Hans hær bestod af kavaleri og hans flåde af kanoer. Sonni Ali var ikke muslim, og han blev fremstillet meget negativt af berbisk-arabiske skriftlærde, særlig for at have angrebet det muslimske Timbuktu. Efter hans død i 1492 blev hans arvinger afsat af hærføreren Muhammad Ture, en muslim fra soninkefolket.
Muhammad Ture (1493–1528) grundlagde Askiya-dynastiet, hvor betegnelsen askiya var kongens titel, og han udbyggede Sonni Alis erobringer. Askiya Muhammad øgede den trans-sahariske handel og brugte islam i sin stræben efter magt ved at erklære jihad mod mossifolket, hvilket fik abbasiderne i Cairo til at udnævne ham til kalif af Sudan. Han gjorde Timbuktu til et stort center for islamisk lærdom. Han udvidede riget ved at presse tuaregfolket nordover, erobrede Sultanatet Aïr i øst og erobrede det saltproducerende Taghaza. Han købte Hausarigerne ind i Songhairigets handelsnetværk. Han centraliserede administrationen ved at udvælge lokale embedsmænd og familiemedlemmer og indsætte dem som forvaltere i de erobrede områder. Her var de ansvarlige for at opbygge lokale hærafdelinger. Centraliseringen gjorde Songhai meget stabilt, selv under tider med dynastiske stridigheder. Leo Africanus, en maurisk lærd, efterlod farverige beskrivelser af riget under Askiya Muhammad. Muhammed blev afsat af sine sønner i 1528, og efter megen rivalisering blev det hans yngste søn, Askiya Daoud (1529–1582), som overtog tronen.
I 1591 invaderede Marokko Songhairiget under Ahmad al-Mansur fra Saadi-dynastiet, for at sikre sig guldminerne i Sahel. I slaget ved Tondibi blev Songhai-hæren besejret. Marokkanerne erobrede Djenne, Gao og Timbuktu, men de fik ikke kontrol over hele regionen. Askiya Nuhu og songhaihæren omgrupperede sig ved Dendi i hjertet af riget og drev guerillakrig mod marokkanerne, særlig mod de livsvigtige tilførsler af forsyninger fra Marokko. I løbet af 1600-tallet blev Songhai opdelt i flere stater.
Marokko fandt til sidst, at undertrykkelsen af Songhai ikke betalte sig. Guldhandelen var blevet flyttet til kysten, hvor man kunne sælge til europæere. Det meste af den trans-sahariske handel var blevet flyttet mod øst til Bornu. Kostbart udstyr købt for guld måtte fragtes gennem Sahara, hvilket ikke var holdbart. Marokkanerne forblev indgift i befolkningen og blev omtalt som arma-folket. De slog sig ned i Timbuktu, som en militærkaste med en række len, uafhængige af Marokko. Midt i dette kaos begyndte andre grupper at opstå, blandt andet fulanifolket i Futa Tooro som trængte ind fra vest. Bambara-riget, en af staterne, som var brudt ud fra Songhai, hærgede Gao. I 1737 massakrerede tuaregerne armafolket.

#### Kanem-Bornu
I løbet af 800-tallet e.Kr. blev omkring det nuværende Tchad Kanem-riget, med hovedstad i Njimi, oprettet af det nomadiske kanurifolk. Kanem-riget drog store fordele af den trans-sahariske handel. Man byttede slaver, taget ved angreb i syd mod heste fra nord, som så blev benyttet til at skaffe flere slaver. Mod slutningen af 1000-tallet blev det islamiske Saifawa-dynasti oprettet af Humei ibn Salamna. Dette dynasti herskede i 771 år og er dermed et af de mest langvarige dynastier i verdenshistorien. Foruden handel var beskatning af lokale bønder omkring Kanem den vigtigste indtægtskilde. Riget nåede sit højeste under mai (som var kongens titel) Dunama Dibalemi ibn Salma (1210–1248). Det hedder sig, at riget skal have kunnet stille 40.000 kavalerister, hvilket antagelig er overdrevet, og riget strakte sig fra Fezzan i nord til Sao i syd. Islam slog rod i riget. Rejser til Mekka blev almindelige, og i Kairo var der særlige hoteller for rejsende fra Kanem.
Omkring 1400 flyttede Saifawa-dynastiet sin hovedstad til Bornu, en af rigets provinser sydvest for Tchad-søen, med ny hovedstad i Birni Ngarzagamu. Overgræsning havde fået græsningsområderne i Kanem til at tørre ud. Desuden var den politiske rivalisering med bilalafolket blevet for omfattende. At flytte til Bornu gjorde det samtidig lettere at udnytte den trans-sahariske handel og udvide handelsnetværket. Forbindelser til Hausastaterne blev også oprettet, hvilket skaffede heste og salt fra Bilma i bytte for guld fra Akanfolket. Kong Ali Gazi ibn Dunama (ca. 1475–1503) besejrede Bilma og genvandt den fulde kontrol over Kanem.
Tidlig i 1500-tallet strammede Saifawa-dynastiet sit greb om befolkningen i Bornu, efter flere oprør. Den sidste halvdel af 1500-tallet moderniserede kong Idris Alooma sit militær, over for Songhairiget. Tyrkiske lejesoldater blev brugt til at træne hæren. Saifawadynastiet var de første syd for Sahara, som importerede skydevåben. Riget kontrollerede hele Sahel, fra grænserne ved Darfur i øst til Hausaland i vest. Venskabelige forbindelser blev oprettet med Det osmanniske rige via Tripoli. Kongerne udvekslede gaver med den osmanniske sultan.
Fra 1600- og 1700-tallet vides ikke meget om Bornu. I 1700-tallet var her et center for islamisk lærdom. Bornus hær blev gradvis svækket ved, at der ikke blev importeret nye våben, og Kanem var også begyndt at få tilbagegang. Kongens magt blev undermineret af stadig alvorligere tilfælde af tørke og sult, oprør i græsningsområderne i nord, voksende magt hos Hausastaterne og import af skydevåben, som gjorde krigene mere blodige. I 1841 blev den sidste mai afsat og det langvarige Saifawa-dynasti bragt til ende.

#### Sokotokalifatet
Fulanifolket var et vandrende folk. De kom fra Mauritanien og bosatte sig i Futa Tooro ved Senegalfloden og i Futa Djallon i højlandet i Guinea, hvorfra de spredte sig til resten af Vestafrika. I 1300-tallet var de konverteret til islam. I 1500-tallet havde de slået sig ned ved Macina i det sydlige Mali. I 1670-erne erklærede de jihad mod alle ikke-muslimer. Flere stater blev dannet under disse krige, som fandt sted ved Futa Tooro, Futa Djallon, Macina, Oualia og Bundu. Den vigtigste af disse stater var Sokoto-kalifatet, også kaldet for Fulani-riget.
I byen Gobir anklagede Usman dan Fodio (1754–1817) hausa-lederne for at praktisere islamisk vranglære, og i 1804 startede han Fulanikrigen som en jihad blandt en befolkning, som var utilfreds med høje skatter og misfornøjet med sine ledere. Jihadfeberen rasede over det nordlige Nigeria, med stærk støtte blandt både fulanifolket og hausaerne. Usman skabte sig et rige, som omfattede dele af det nordlige Nigeria, Benin og Cameroun, og med Sokoto som hovedstad. Han trak sig derefter tilbage for at undervise og skrive, og overlod riget til sin søn Muhammed Bello. Sokoto-kalifatet varede frem til 1903, da briterne erobrede det nordlige Nigeria.

### Skovrigerne

#### Akan- og ashanti-rigerne
Akanfolkene taler et kwa-sprog, og det formodes, at dem som taler kwa kom fra det østlige og centrale Afrika, før de bosatte sig i Sahel. I 1100-tallet blev akankongedømmet Bonoman (Bono-staten) etableret. I løbet af 1200-tallet, da guldminerne i nutidens Mali begyndte at svinde ind, begyndte Bonoman og senere andre Bonostater at vokse frem og blive betydelige aktører i guldhandelen. Det var Bonoman og andre akanriger som Denkyira, Akyem og Akwamu, som blev forløbere for det, som blev det mægtige Ashanti-rige. Hvornår og hvordan Ashantiriget opstod er usikkert. Det man ved er, at i 1600-tallet boede et akanfolk i et samfund kaldet Kwaaman. Denne stat lå nord for floden Bosomtwe. Indtægterne kom hovedsagelig fra handel med guld og kolanødder, og man ryddede skov for at kunne dyrke yams. Man byggede byer mellem floderne Pra og Ofin i det nuværende Ghana. Man dannede forsvarsalliancer og betalte tribut til Denkyira, som var en af de mægtigere akanstater, sammen med Adansi og Akwamu. I løbet af 1500-tallet oplevede ashanti-samfundet hastige ændringer, bl.a. befolkningsvækst grundet kultivering af planter fra Den nye verden som maniok og majs, og en stigning i guldhandelen mellem kysten og egnene mod nord.
I 1600-tallet forenede Osei Kofi Tutu I (ca. 1695–1717), med hjælp fra Okomfo Anokye, det som kom til at blive Ashanti-riget til et forbund med den hellige trone Guldstolen som et symbol på deres forening og ånd. Osei Tutu startede en massiv territorial udvidelse. Han opbyggede en ashantehær baseret på akanstaten Akwamu, indførte en ny organisering og forvandlede en disciplineret milits til en effektiv krigsmaskine. I 1701 erobrede Ashanteriget Denkyira, hvilket gav adgang til kysthandelen med europæerne, særlig nederlænderne.
Opoku Ware I (1720–1745) fortsatte ekspansionen og lagde de andre sydlige akanstater til det voksende rige. Han vendte sig nordover og underlagde sig Techiman, Banda, Gyaaman og Gonja, som alle lå ved Mouhoun (tidligere kaldet for Sorte Volta). Mellem 1744 og 1745 angreb Asantehene Opoku den mægtige nordlige stat Dagomba og fik da kontrol over den vigtige handelsrute ved mellemste Niger. Kusi Obodom (1750–1764) efterfulgte Opoku. Han befæstede de nyerobrede områder. Osei Kwadwo (1777–1803) gennemførte administrative reformer, som gjorde det muligt at styre riget effektivt og fortsætte den militære ekspansion. Osei Kwame Panyin (1777–1803), Osei Tutu Kwame (1804–1807), og Osei Bonsu (1807–1824) fortsatte denne politik og lagde nye områder ind under riget. Ashanteriget omfattede hele nutidens Ghana og store dele af Elfenbenskysten.
Ashantehene, rigets overhoved, arvede sin position fra sin moder. Han blev assisteret i hovedstaden Kumasi af tjenestemænd med evner indenfor handel, diplomati og militær og med et overhoved kaldt for Gyaasehene. Mænd fra Arabien, Sudan og Europa blev ansat i rigets tjeneste, alle udpeget af ashantehene. I hovedstaden og i andre byer brugtes et særligt politi, ankobia, som livvagter for ashantehene og til at indsamle efterretninger og nedkæmpe oprør. Kommunikationen blev opretholdt af et netværk af velholdte veje gennem riget fra kysten og til mellemste Niger og blev knyttet sammen med andre handelsbyer.
I det meste af 1800-tallet forblev Ashanteriget mægtigt. Det blev imidlertid ødelagt i 1900 af en overlegen britisk våbenmagt og organisation efter fire krige i tidsrummet 1824-1901.

#### Dahomey
Dahomey-riget blev oprettet i begyndelsen af 1600-tallet, da ajafolket fra Allada-riget flyttede nordover og bosatte sig blandt fonfolket. De begyndte at hævde deres magt få år senere og oprettede kongeriget Dahomey med hovedstad i Agbome. Kong Houegbadja (ca. 1645–1685) organiserede Dahomeyriget i en mægtig centraliseret stat. Han erklærede, at alt land var ejet af kongen og underlagt beskatning. Førstefødselsret til kongedømmet blev indført, hvilket bilagde rivalisering om tronen blandt landsbyhøvdinger. En kongekult blev etableret. En slave blev hvert år ofret til ære for de kongelige forfædre. I løbet af 1720-erne blev slavestaterne Whydah og Allada erobret, hvilket gav Dahomey-riget direkte adgang til slavekysten og handelen med europæerne. Kong Agadja (1708–1740) forsøgte dog at få bragt en ende på slavehandelen ved at holde slaver på plantager som producerede palmeolie, men den europæiske profit på slaver og Dahomeys afhængighed af skydevåben gjorde det svært. I 1730, under kong Agaja, blev Dahomeyriget erobret af Oyo-riget, og landet blev pålagt at betale tribut. Skat på slaver blev hovedsagelig betalt med kauri, skaller af porcelænssnegle. I løbet af 1800-tallet blev palmeolie den vigtigste handelsvare. Frankrig erobrede Dahomey i en brutal krig i løbet af årene 1892-1894 og etablerede en koloniregering. De fleste af tropperne, som kæmpede mod Dahomey, var selv indfødte afrikanere.

#### Yoruba
Traditionelt har yorubafolket opfattet sig som indbyggere i et forenet rige, i modsætning til i dag, hvor "Yoruba" er kulturelt og lingvistisk begreb for de, som taler et sprog indenfor Niger-Congo sprogfamilien. Navnet kommer fra et hausaord for Oyo-riget. Den første yoruba-stat var Ile-Ife, som ifølge overleveringen blev oprettet en gang omkring 1000 e.Kr. af et overnaturlig væsen, den første oni Oduduwa. Oduduwas sønner skulle komme til at grundlægge Yoruba-rigets forskellige bystater, mens hans døtre skulle blive mødre til en række konger, kaldet oba'er. Bystaterne blev normalt styret af en oba eller en iwarefa, en kreds af høvdinge, som rådgav obaen. I 1700-tallet var bystaterne gået sammen i et løst forbund med kongen af Ife som overhoved og Ife som hovedstad. Efterhånden blev de enkelte bystater mere mægtige, deres obaer fik en mere åndelig position og tilknytningen til Ife blev svækket. Der opstod gradvist voksende rivalisering blandt bystaterne.
Oyo-riget opstod i 1500-tallet, men blev i 1550 erobret af kongeriget Nupe, som havde kavaleri, en afgørende strategisk fordel, og Oyos konge (kaldet alafin) blev sendt i landflygtighed. Efter at være kommet tilbage opbyggede alafin Orompoto (ca. 1560–1580) en hær baseret på tungt bevæbnet kavaleri og tropper i langvarig tjeneste. Hæren viste sig nærmest uovervindelig i kamp på de nordlige savanner og i de tyndt bevoksede skovområder. Ved slutningen af 1500-tallet havde Oyo-riget lagt den vestlige region af Niger til højderne af Togo, yorubaerne af Ketu (i Benin), Dahomey og Fon ind under sig.
Et råd styrede riget efter klare retningslinjer. Hver region var tildelt en lokal administrator. Familier fungerede i kongelignede egenskaber. Som et nordligt yoruba-kongedømme fungerede Oyo som mellemled i nord-syd-handelen samtidig med det knyttede de østlige skove i Guinea sammen med det vestlige og centrale Sudan, Sahara og Nordafrika. Yorubafolket fremstillede tekstiler, jernvarer og keramik, som blev byttet for salt, læder, og - vigtigst af alt - heste fra Sudan til kavaleriet. Oyoriget forblev stærkt i omtrent to hundrede år, men herefter blev det i 1888 gjort til protektorat for Storbritannien. Derefter opløstes riget i stridende fraktioner, og det ophørte med at eksistere som nogen form for magt i 1896.

#### Benin
Kwa-sproget indenfor Niger-Congo sprogfamilien blev talt af edo-folket. I midten af 1400-tallet var Benin-riget i færd med at konsolidere sig selv og udvide sit område. Under oba (kong) Ewuare (ca. 1450–1480) forberedte staten sig på erobringskrig. Kongen udgjorde en central autoritet og indledte en 30 år lang krig med naboerne. Ved hans død strakte Benin-riget sig til Dahomey i vest, til Nigerdeltaet i øst, langs den vestafrikanske kyst og til yoruba-byerne i nord.
Ewuares sønnesøn oba Esigie (1504–1550) nedbrød magten i uzama (statsforsamlingen) og udvidede kontakten og handelen med europæerne, særlig portugiserne som forsynede hoffet med kobber til kunstformål. Obaen styrede med råd fra uzama, et råd bestående af høvdinge fra de mægtigste familier foruden flere byhøvdinger. Senere blev rådets magt delvist overtaget af embedsmænd. Kvinder havde også magt. Dronningemoderen, som fødte den fremtidige oba, havde meget stor indflydelse.
Benin-riget eksporterede kun få slaver. Tidligt i 1700-tallet blev riget plaget af dynastiske stridigheder, men fik megen af sin tidligere styrke tilbage under oba Eresoyens og oba Akengbudas styre. Efter 1500-tallet eksporterede Benin hovedsagelig peber, elfenben, gummi og tekstiler af bomuld til portugisere og hollændere, som solgte det videre til andre afrikanske samfund langs kysten. I 1897 indtog og plyndrede briterne hovedbyen.

#### Nigerdeltaet og Igbofolket
Nigerdeltaet i det nuværende Nigeria var tidligere hjemsted for talrige bystater med forskellige styreformer. Disse bystater var beskyttet af vandveje og den tykke vegetation i deltaet. Regionen blev forandret af handel i 1600-tallet. Bystaterne kan sammenlignes med dem hos swahilifolket i Østafrika. En del havde konger, såsom Bonny, Kalabari og Warri, mens fx Brass-riget var en republik med et lille senat. Bystaterne langs floden Cross og omkring Kalabar blev styret af handelsmænd fra ekpe-samfundet, som regulerede handelen og vedtog regler for medlemmerne, kendt som hussystemer. En del af disse huse, som i Bonny, var velkendte i Amerika og Europa.
Igbofolket levede øst for deltaet, mens aniomafolket boede vest for Niger-floden. Kongeriget Nri fremstod i 800-tallet e.Kr. med eze Nri som høvding. Det var en politisk enhed bestående af landsbyer, og hver landsby var selvstyrende og uafhængig med sit eget område og navn, hver af dem anerkendt af sine naboer. Landsbyerne var demokratiske, hvor alle mænd og sommetider også kvinder deltog i beslutningsprocesserne. Grave ved Igbo-Ukwu (omkring 800) indeholdt genstande af messing fremstillet af lokale håndværkere og glasperler fra Egypten eller Indien, hvilket viser at man var knyttet til et internationalt handelsnetværk.

### Centralafrika
I tiden omkring 1000 f.Kr. havde bantuspredningen nået de store indsøer i Østafrika. Ca. 500 f.Kr. havde bantutalende folk også bosat sig så langt mod syd som vore dages Angola.

#### Luba-riget
I 1300-tallet e.Kr. havde Kongolo Mwamba (Nkongolo) fra Balopwe-klanen samlet de forskellige lubafolk i nærheden af Kisale-søen. Han grundlagde Kongolo-dynastiet som senere blev forvist fra Luba-riget af Kalala Ilunga. Kalala udvidede kongeriget vest for Kisale-søen. Et nyt centraliseret politisk system blev oprettet med åndelige konger (balopwe) med et hofråd af ledende guvernører og underledere hele vejen ned til landsbyhøvdingene.
Balopwe var den direkte forbindelse med forfædrenes ånder, og var valgt af dem. En balopwes autoritet afhang af hans åndelige evner snarere end hans militære kunnen. Erobrede stater blev underlagt systemet og repræsenteret ved hoffet. Hæren var relativt lille. Lubaerne var i stand til at kontrollere den regionale handel og indsamle tributter til videre fordeling. Talrige nye mindre statsdannelser med udspring fra Luba-riget blev oprettet med grundlæggere som hævdede at nedstamme fra Luba. Luba-rigets politiske system spredte sig over hele Centralafrika, det sydlige Uganda, Rwanda, Burundi, Malawi, Zambia, Zimbabwe og det vestlige Kongo. To betydelige riger, som hævdede at nedstamme fra Luba, var Lundariget og Maravi-riget. Bemba-folket i det nordlige Zambia var efterkommere af udvandrere fra Luba, som kom til Zambia i 1600-tallet.

#### Lunda-riget
I 1450-erne giftede en luba fra den kongelige familie Ilunga Tshibinda sig med en lunda-dronning Rweej og forenede således alle lundafolk. Deres søn mulopwe Luseeng udvidede kongeriget. Hans søn Naweej udvidede riget yderligere og er kendt som den første lundahersker med titlen mwato yamvo (mwaant yaav, mwant yav), "slangernes herre". Lubaernes politiske system blev bibeholdt, og erobrede folk blev underlagt systemet. Mwato yamvo indførte en kilolo, en kongelig rådgiver og skatteindsamler i hver af de erobrede stater.
Mange stater hævdede at nedstamme fra Lunda-riget. Imbangala i det nuværende Angola hævdede at nedstamme fra en forfader, Kinguri, broder til dronning Rweej, som ikke kunne lide styret under mulopwe Tshibunda. Kinguri blev således titlen for kongerne af de stater, som blev oprettet af dronning Rweejs broder. Luena (Lwena) og Lozi (Luyani) i Zambia hævdede også at nedstamme fra Kinguri. I løbet af 1600-tallet oprettede en lundahøvding og kriger ved navn Mwata Kazembe et østligt Lundarige i dalene ved floden Luapula. Lundas vestlige ekspansion førte også til krav om afstamning fra Yaka og Pende. Lundaerne knyttede det centrale Afrika sammen med handelen ved vestkysten. Kongeriget Lunda gik til grunde i 1800-tallet, da det blev invaderet af tsjokve-folket bevæbnet med skydevåben.

#### Maravi (Malawi)
Maravi-folket hævdede at nedstamme fra Karonga (kalonga), som tog betegnelsen som kongetitel. Maravierne knyttede det centrale Afrika til handelen med østkysten ved swahilifolkets Kilwa. I 1600-tallet udgjorde Maravi-riget hele området mellem Malawisøen og mundingen af floden Zambezi. Karonga var Mzura, som gjorde meget for at udvide riget. I ledtog med de portugisiske kolonialister langs kysten oprettede han en hær på ca 4.000 mænd for at angribe shonafolket. Til gengæld skulle Maravi-riget få portugisisk støtte til at besejre Lundi, en høvding af zimbafolket. I 1623 vendte Mzura sig dog imod portugiserne og støttede i stedet shonafolket. I 1640 ombestemte han sig igen og ønskede portugiserne tilbage for at drive handel. Maravi-riget varede ikke længe efter Mzuras død. Ved 1700-tallet var det igen opdelt i de tidligere småriger.

#### Kongoriget
I 1400-tallet var det agerdyrkende bakongo-folk blevet forenet i Kongoriget under en hersker som blev kaldt for manikongo, i det frugtbare område Malebo ved den nedre del af Kongofloden. Deres hovedstad var M'Banza Kongo. Med en overlegen organisering var de i stand til at underlægge sig naboer og kræve tribut. De var dygtige håndværkere i metalarbejde, keramik og til at væve raffia-tekstiler. De udviklede områdets handel gennem et tributsystem kontrolleret af manikongo. Senere blev majs og maniok indført i regionen gennem handel med portugiserne i deres havne i Luanda og Benguela. Majs og maniok, som stammede fra Sydamerika, førte til en befolkningsvækst i denne region og i andre dele af Afrika, og kom til at erstatte hirse som hovedafgrøde.
I 1500-tallet herskede manikongo'en fra Atlanterhavet i vest til Kwangofloden i øst. I hvert område sad en mani-mpembe, en form for provinsguvernør. I 1506 overtog den kristne Afonso I (1506–1542) tronen. Slavehandelen voksede under Afonsos erobringskrige. I tiden 1568-1569 invaderede jagafolket Kongo, lagde store dele af riget i ruiner og tvang manikongo'en i landflygtighed. I 1574 blev Alvaro I indsat som ny konge ved hjælp af portugisiske lejesoldater. I løbet af den sidste del af 1660-erne forsøgte portugiserne at få kontrol over Kongo. Manikongo António I (1661–1665), som havde en hær på ca. 5.000 mænd, blev besejret af en afrikansk-portugisisk hær i slaget ved Mbwila. Derefter opløstes riget i mange små stater, som drev krig mod hinanden for at skaffe sig krigsfanger som derefter kunne blive solgt på slavemarkedet.
Kongo skaffede sig fanger fra Ndongo-riget i erobringskrige. Ndongo blev styret af en ngola. Ndongo deltog også i slavehandelen med portugiserne og med São Tomé som transithavn til Brasilien. Kongeriget var ikke ligeså velset som Kongo, for portugiserne så på landet med mistænksomhed og som en fjende. Portugal forsøgte i den sidste halvdel af 1500-tallet at få kontrol over Ndongo, men blev besejret af ambundu-folket. Ndongos befolkningstal faldt, fordi folk blev taget og solgt som slaver. Lederne oprettede en anden stat ved Matamba, i forbund med dronning Nzinga, som gjorde heftig modstand mod portugiserne indtil hun fik en ordning med dem. Portugiserne bosatte sig langs kysten som handelsfolk og var ikke optaget af at erobre det indre af landet. Slaveriet svækkede indlandet voldsomt, idet stater drev krig med hinanden for at skaffe sig fanger som kunne sælges. I Angola dannede Imbangala-krigere Kasanje-staten, som leverede mange slaver i 1600- og 1700-tallet.

### Sydlige Afrika
Bantutalende folk, som drev jordbrug og kendte til jernfremstilling, havde bosat sig syd for Limpopo-floden i 300- eller 400-tallet e.Kr. De enten fordrev eller indlemmede de khoisan-talende folk, som boede der før dem. Bantuerne bevægede sig langsomt sydover, og de tidligste fund af jernvarer i nutidens sydafrikansk provins KwaZulu-Natal stammer formentlig fra omkring 1050. Den sydligste gruppe var xhosa-folket, som nåede frem til den store flod Fish River i nutidens provins Eastern Cape i Sydafrika. Deres sprog havde optaget bestemte lingvistiske træk fra tidligere khoisan-talende folk.

#### Shona-folket: Mapungubwe og Store Zimbabwe
Kongeriget og byen Mapungubwe var den første statsdannelse i Sydafrika. Den opstod en gang i 1100-tallet ved sammenlægningen af en række shona-stammer. Dens rigdom kom fra handel med elfenben fra Limpopodalen, kobber fra bjergene i det nordlige Transvaal, og guld fra Zimbabwe-plateauet mellem floderne Limpopo og Zambezi, varer man solgte til swahili-handelsmænd ved Chibuene. I midten af 1200-tallet blev Mapungubwe opgivet og forladt.
Derefter voksede Store Zimbabwe frem på Zimbabwe-plateauet. Navnet Zimbabwe betyder "stenbygning", en byggeskik man overtog fra Mapungubwe. Byggeteknikken blev forbedret og blev fremragende i Store Zimbabwe, repræsenteret i muren ved Den store Indhegning. Teknikken med at mure med tørstablede sten blev også benyttet til mindre byggerier i området. Store Zimbabwe blomstrede ved handel med de swahilitalende Kilwa- og Sofala-folk, og Kilwa-riget oplevede også fremgang. Store Zimbabwe var rig på guld. Dets kongelige hof levede i luksus, var klædt i indisk bomuld, omgav sig med smykker af kobber og guld, og spiste af tallerkener som kom så langt væk fra som Perserriget og Kina. En gang i 1420- og 1430-erne oplevede riget tilbagegang, og byen blev forladt omkring 1450. En af grundene hertil var fremvæksten af handelsbyen Ingombe Ilede i nutidens Zambia.
Et nyt kapitel i Shona-folkets historie fulgte. Mutota, en nordlig shonakonge af Karanga-folket, drev erobringskrig. Han og hans søn Mutope erobrede Zimbabwe-plateauet, gik gennem Mosambique til østkysten og knyttede riget til kysthandelen. De kaldte riget for Wilayatu 'l Mu'anamutapah eller mwanamutapa ("Herre af plyndret land"), senere kendt som Mutapa-riget, mens Monomotapa var en portugisisk omskrivning. De byggede ikke i sten; de nordlige shonafolk havde ingen sådanne traditioner. Da Matope døde i 1480, blev riget delt i to mindre riger: Torwa i syd og Mutapa i nord. Delingen skyldtes rivalisering mellem Khanga og Togwa. Khanga overtog landet mod syd, hvor han oprettede Butua-riget med hovedstad i Khami.
Mod nord fortsatte Mutapa-riget under dynastiet mwanamutapa. I løbet af 1500-tallet havde portugiserne oprettet faste markeder ved Zambezifloden, i et forsøg på at skaffe sig politisk og militær kontrol over Mutapa. Det lykkedes delvist. I 1628 gjorde et afgørende slag det muligt for dem at indsætte en marionetkonge ved navn Mavura, som underskrev aftaler, som gav fordelagtige rettigheder til at eksportere mineraler til portugiserne. Portugal opnåede også at ødelægge mwanamutapa-styreformen og underminere handelen, og i 1667 var Mutapa-riget i tilbagegang. Høvdingene ville ikke tillade guldgravning af frygt for, at guldet ville blive stjålet af portugiserne, og befolkningstallet gik desuden tilbage.
Butua-riget, som senere blev kaldt Rozwi-riget, blev styret af en khangamire, en titel som stammede fra grundlæggeren Khanga. Portugiserne forsøgte at skaffe sig et fodfæste, men blev smidt ud i 1693 af khangamire Dombo. 1600-tallet var en periode præget af fred og fremgang. Rozwi-riget faldt sammen i 1830-erne, da det blev invaderet af nguni-folket fra Natal.

#### Namibia
Omkring år 1500 var det meste af det sydlige Afrika inddelt i stater. I det nordvestlige Namibia drev ovambo-folket jordbrug, mens herero-folket holdt geder. Efterhånden som antallet af husdyr voksede, flyttede hereofolket sydover mod det centrale Namibia for at skaffe sig græsningsområder. Namafolket, en khoisan-talende folkegruppe, holdt får, og de flyttede nordover og stødte sammen med hereroerne, hvilket blev begyndelsen på store konflikter mellem de to folkegrupper. Det voksende lozifolk pressede Mbukushu, Subiya og Yei hen mod Botei, Okavango og Chobe i det nordlige Botswana.

#### Sotho-Tswana
På den sydafrikanske højslette syd for Limpopo-floden omkring nutidens Johannesburg oprettedes en gang omkring år 1000 Sotho-Tswana-staterne. Høvdingens magt hvilede på kvæg og hans tilknytning til forfædrene, som det ses ved bosættelserne i Toutswemogala, med fundamenter og mure bygget af sten, nord for Highveld og syd for floden Vaal. Nordvest for den samme flod udviklede der sig tidlige Tswana-stater omkring byer med tusindvis af beboere. Da der opstod uenighed og rivalisering, flyttede nogle grupper ud for at oprette egne samfund.

#### Ngunifolket
Sydøst for Drakensberg nær det nuværende Lesotho levede de nguni-talende folk zulu, xhosa, swazi og ndebele. Op gennem 1800-tallet var forholdet mellem dem præget af rivalisering, stridigheder og overbefolkning, med deraf følgende konflikter og folkevandring. Denne proces blev senere kendt som Mfecane (på nguni) eller Difaqane (på sesotho), og den begyndte med samlingen af Zulu-riget. Zuluerne dyrkede hirse, holdt kvæg og kendte til metalforarbejdning.

#### Khoisanere og afrikaanere
Khoisan-folket levede i Kap-provinsen længst mod sydvest, hvor der er megen vinterregn. Khoisanerne længere mod nord var blevet opblandet i bantufolk som sesotho og naguni, men bantuekspansionen stoppede op, da den nåede regionen med stor vinternedbør. Khoisan-sprogenes berømte kliklyd blev optaget i visse bantusprog. Khoisanerne forsynede sine bantunaboer med kvæg, får og jagtbytte, og fik til gengæld kobber, jern og tobak.
I 1500-tallet havde Det nederlandske ostindiske kompagni oprettet en forsyningsstation i Taffelbugten (Table Bay) ved vore dages Cape Town, hvor man kunne påfylde ferskvand og skaffe sig nye forsyninger i form af kød fra khoikhoi-folket, som fik kobber, jern, tobak og perlehalsbånd i bytte. For at kontrollere prisen på kød og andre varer og gøre forsyningerne mere pålidelige, oprettede nederlænderne i 1652 en bosættelse ved Taffelbugten. Man dyrkede her frugter og grøntsager, og byggede et sygehus til syge søfolk. For at øge produktionen besluttede nederlænderne at øge antallet af bondegårde ved at opmuntre boere (frie bønder, efterkommere af nederlandske og flamske udvandrere) til at overtage jord, som før var blevet passet af slaver fra Vestafrika. Jorden til gårdene blev taget fra khoikhoiernes græsgange, hvilket i 1659 udløste den første krig mellem khoikhoiere og nederlændere. Ingen af parterne vandt, men nederlænderne påberåbte sig "ret til erobring" og krævede alt land i Kapprovinsen. I en række krige blev khoikhoierne spillet ud mod hinanden, mens boerne overtog deres landområder og senere også kvæg. Den anden krig mellem de indfødte khoikhoiere og nederlænderne i 1673–1677 var hovedsagelig en krig om kvæg. Foruden mange faldne under krigen døde khoikhoierne i tusindvis, smittet med europæiske sygdomme.
I 1700-tallet var kapkolonien vokset, bl.a. pga. slaver fragtet ind fra Madagaskar, Mosambique og Indonesien. Kolonien var også begyndt at brede sig nordover, men mødte her modstand fra khoikhoierne, som førte guerillakrig mod boerne. De boere, som begyndte med vandrende eller delvis nomadisk kvægdrift, blev kaldt for trekboere. Deres arbejdskraft var tit forældreløse børn, som blev taget til fange under angreb mod khoikhoierne, og hvis forældre var blevet dræbt.

## 1800-tallet
Dette århundrede skulle på sin vis komme til at forandre Afrika syd for Sahara mere end de mange århundreder beskrevet i det foregående, især pga. europæisk kolonialisme. Hvor europæerne i år 1800 foruden Kap-provinsen kun kontrollerede nogle af kyststrækningerne, var der i år 1900 kun afrikansk herredømme i Liberia og Etiopien, resten af kontinentet var under europæisk kontrol.

### Sydafrika
I 1850'erne var britiske og tyske missionærer og handelsfolk trængt ind i nutidens Namibia. Herero- og namafolkene kæmpede indbyrdes om at skaffe sig våben og ammunition, i bytte for kvæg, elfenben og strudsefjer. Tyskerne havde fastere greb om regionen end briterne, og i 1884 erklærede tyskerne kystområdet mellem floden Oranje og floden Kunene for tysk protektorat, Tysk Sydvestafrika. Man fulgte en aggressiv politik for at skaffe landområder til hvide europæiske bosættere, som bl.a. gik ud på at udnytte rivaliseringen mellem namaer og hereroer.
Hereroerne gik i alliance med tyskerne i håb om, at de ville give dem overtaget over namaerne. Tyskerne kvitterede ved at opsætte en garnison i hereroernes hovedstad og begyndte at udlodde hereroernes landområder til europæiske bosættere, herunder de bedste græsningsarealer på centralplateauet, og krævede samtidig skat og arbejde af de indfødte. Hereroerne og mbanderuerne gjorde oprør, men det blev knust og lederne henrettet. Mellem 1896 og 1897 ødelagde en kvægpest både hereroernes og namaernes økonomi og bremsede samtidig den europæiske ekspansion. Tyskerne fortsatte med at gøre Namibia til en hvid bosættelse ved at tage landområder og kvæg, og forsøgte også at eksportere hereroernes arbejdskraft til Sydafrika.
I 1904 gjorde hereroerne på ny oprør. Den tyske general Lothar von Trotha startede med slaget ved Waterberg en tilintetgørelseskrig, som fordrev hereroerne vest for Kalahariørkenen. I slutningen af 1905 var der kun omkring 16.000 hereroer tilbage af en tidligere befolkning på op til 80.000. Namaernes modstand blev knust i 1907. Kvæg og landområder blev konfiskeret fra den stærkt reducerede indfødte befolkning, som blev henvist til en underordnet rolle. Arbejdskraft måtte importeres fra ovambo-folket i det nordlige Namibia og det sydlige Angola.

#### Nguniland
Mfecane (isizulu for "knusningen" eller "spredningen") er betegnelsen for en alvorlig politisk krise i begyndelsen af 1800-tallet i det sydlige Afrika. Krisen var fremkaldt af knappe ressourcer og hungersnød, og den begyndte i de nordlige nguni-kongedømmer Mthethwa, Ndwandwe, og Swaziland. Da Dingiswayo af Mthethwa døde, tog kong Shaka fra zulufolket over. Han oprettede Zuluriget, undertvang Ndwandwe og pressede swazierne nordover, hvorved krisen spredte sig. I løbet af 1820-erne udvidede Shaka sit rige langs hele Drakensberg, hvor der blev betalt tribut til ham så langt mod syd som floderne Tugela og Umzimkulu. Han erstattede høvdingene i de erobrede områder med indunaer, ansvarlig overfor ham. Han opbyggede en centraliseret, loyal og disciplineret militær styrke af en slags ikke set tidligere i regionen, med et effektivt våben, et kort stikspyd.
I 1828 blev Shaka myrdet af sin halvbroder Dingane, som viste sig at mangle Shakas militære dygtighed og lederskab. Voortrekkere forsøgte at overtage zuluområdet i 1838. Først blev de besejret, men de overlevende omgrupperede sig ved floden Ncome, på afrikaans kaldet for Bloedrivier (Blodfloden), hvor de besejrede zuluerne afgørende. Imidlertid turde voortrekkerne ikke bosætte sig i zuluområdet. Dingane blev dræbt i 1840 i en borgerkrig, og hans broder Mpande tog over og forstærkede zuluområderne mod nord. I 1879 blev Zulu-riget invaderet af briterne som led i deres politik om at beherske hele Sydafrika. Zuluriget vandt først slaget ved Isandlwana, men blev så besejret i slaget ved Ulundi.
Et resultat af Mfecane-krisen var kongeriget Lesotho, som blev grundlagt på sandstensplateauet Thaba Bosiu af Moshoeshoe I i 1821-1822. Det var et forbund af samfund som respekterede Moshoeshoes absolutte autoritet. I løbet af 1830-erne tillod riget kristne missionærer som del af en plan om at skaffe sig våben og heste fra Kapstaten. Oranjefristaten voksede på bekostning af Lesotho, men formåede aldrig at besejre det fuldstændig. For at redde resterne af kongeriget anmodede Moshoeshoe i 1868 om, at Lesotho måtte blive annekteret af Storbritannien, og det blev så gjort til det britiske protektorat Basutoland.

#### Voortrekkere
I 1800-tallet var det meste af khoikhoi-folkets område kommet under boernes kontrol. Khoikhoiene havde mistet deres økonomiske og politiske uafhængighed og var blevet integreret i boersamfundet. Boerne talte afrikaans, som var afledt fra nederlandsk med afrikanske låneord, og de kaldte sig ikke længere for boere, men afrikaanere. En del khoikhoiere blev benyttet som kommandosoldater i angreb mod andre khoikhoiere og senere mod xhosa-folket. Befolkningsgruppen de kapfarvede, som opstod som en blanding af khoikhoiere, slaver og udstødte europæere, udgjorde i kolonitiden en foragtet underklasse. Khoikhoiere, som levede langt fra grænserne, omfattede koraer, oorlamer og griquaer. I 1795 overtog briterne Kapkolonien fra nederlænderne.
I 1830-erne begyndte boerne at brede sig østover, øst om Fish River og ind i Zuurveld. De blev omtalt som voortrekkere (afrikaans for foregangsmand, bogstaveligt "de som trækker foran"). De oprettede republikkerne Transvaal (eller Den sydafrikanske republik) og Oranjefristaten, hovedsagelig i områder, som var blevet tyndtbefolkede under Mfecane. I modsætning til khoisanfolkene blev bantustaterne ikke erobret af boere, på grund af større befolkningstæthed og enhed. Desuden begyndte bantuerne at bruge skydevåben, anskaffet i handel med Kapstaten. I en del tilfælde, som i xhosa-krigene, blev boerne forvist fra xhosaenes områder. Det krævede en betydelig militær indsats fra kolonimagten at underkaste de bantutalende stater. I 1901 blev boerrepublikkerne besejret af Storbritannien i den anden boerkrig (1899-1902). Nederlaget skulle dog alligevel komme til at indfri mange boeres ambition, nemlig at Sydafrika skulle forblive under hvidt styre. Efter sejren placerede briterne al magt, både lovgivende, udøvende og administrativ, i hænderne på dels briter og dels boere.

### Europæisk handel, udforskning og erobring
Mellem 1878 og 1898 erobrede europæiske stater det meste af Afrika. I 400 år havde europæiske stater hovedsagelig begrænset deres engagement til handelsstationer langs den afrikanske kyst. Få dristige rejser gik fra kysten ind i indlandet; de som prøvede, såsom portugiserne, mødte ofte nederlag og måtte trække sig tilbage til kysten igen. Flere teknologiske nyskabelser bidrog efterhånden til at ændre dette mønster. En af dem var udviklingen af repetervåben, som var lettere at bære, hurtigere at genlade og mere dødelig end musketter. Artilleri blev benyttet i stigende grad. I 1885 udviklede Hiram S. Maxim det, som blev kaldt for maxim maskingeværet, forløberen for nutidens maskingevær. Europæerne beholdt stort set disse nye våben for sig selv og undlod at sælge dem til afrikanske høvdinge og herskere.
Afrikanske baciller og sygdomme krævede talløse europæiske liv og afskrækkede fra fast bosættelse. Sygdomme som gulfeber, sovesyge, framboesi (en tropisk infektionssygdom) og spedalskhed gjorde Afrika til et lidet gæstfrit sted for europæere. Den mest dødelige sygdom var malaria, som var endemisk over hele det tropiske Afrika. I 1854 opdagede man kinin, som sammen med andre medicinske landvindinger blev en afgørende forudsætning for at man kunne erobre og kolonisere Afrika.
Der var mange gode grunde til at erobre Afrika: Råmaterialer, som der var behov for til europæiske fabrikker, fordi Europa i begyndelsen af 1800-tallet var i gang med sin industrielle revolution. Nationalistisk rivalisering og prestige var også en motiverende faktor. At skaffe sig afrikanske kolonier kunne bruges til at vise sine rivaler, at man var en mægtig og betydningsfuld nation. Disse faktorer kulminerede i kapløbet om Afrika.
Kendskabet til Afrika voksede. Talrige europæiske opdagelsesrejsende begyndte at undersøge kontinentet. Mungo Park krydsede floden Niger. James Bruce rejste gennem Etiopien og fandt Den blå Nils kilde. Richard Francis Burton var den første europæer ved Tanganyika-søen. Samuel White Baker udforskede den Øvre Nil, og John Hanning Speke fandt den store flods kilde ved Victoriasøen (som betegnende nok blev opkaldt efter den britiske dronning Victoria som aldrig selv rejste til Afrika). Andre betydelige europæiske opdagelsesrejsende var Heinrich Barth, Henry Morton Stanley, Silva Porto, Alexandre de Serpa Pinto, Rene Caille, Gerhard Rolfs, Gustav Nachtigal, George Schweinfurth og Joseph Thomson. Den mest berømte af dem alle var David Livingstone, som udforskede det sydlige Afrika og krydsede kontinentet fra Atlanterhavet ved Luanda til Det Indiske Ocean ved Quelimane. Europæiske opdagelsesrejsende benyttede sig af afrikanske vejvisere og hjælpere, som oftest fulgte gamle handelsruter gennem de for europæerne ukendte landområder. Missionærer, som forsøgte at udbrede kristendommen, bidrog også til kendskabet til Afrika.
Det er sagt meget humoristisk, at når englænderne gik i land i en ny koloni, kom de med en rygende revolver i den ene hånd og en regnskabsbog i den anden - hvorimod franskmændene kom med en rygende revolver i den ene hånd og den franske civilkodeks og Biblen i den anden.
I 1884 og 1885 mødtes europæiske nationer i Berlin til en konference om Vestafrika, for at diskutere delingen af kontinentet. Man enedes om, at territorialkrav kun kunne anerkendes, hvis de respektive lande udviste en effektiv kontrol med områderne. I en række aftaler indgået i 1890 og 1891 blev alle kolonigrænserne trukket, således at hele Afrika syd for Sahara, undtaget Etiopien og Liberia, blev fordelt mellem de europæiske stormagter.
Kolonimagterne forvaltede Afrika på forskellig vis, som afspejlede deres forskellige ønsker og grad af herredømme. I en del områder, fx dele af Britisk Vestafrika, var kolonimagten spinkel og mest beregnet på økonomisk vinding, at skaffe sig strategisk magt eller som del af en større udviklingsplan. I andre områder blev europæere opmuntret til at bosætte sig og oprette nybyggersamfund med en dominerende europæisk minoritet. Kun få bosættelser fik dog så store europæiske befolkninger, at det blev udslagsgivende. Britiske bosættelser omfattede Britisk Østafrika (i dag Kenya), det nordlige og sydlige Rhodesia (opkaldt efter den britiske imperialist Cecil Rhodes, i dag Zambia og Zimbabwe), og Sydafrika som allerede havde en betydelig europæisk befolkningsandel. Frankrig planlagde bosættelser i Algeriet i en grad, så man til sidst kunne gøre landet til en del af den franske stat, på linje med provinserne i selve Frankrig. Algeriets umiddelbare nærhed på den modsatte side af Middelhavet gjorde planer i denne skala mulige.
I de fleste områder havde koloniadministrationerne ikke nok folk eller ressourcer til at kunne forvalte området tilstrækkeligt, men måtte støtte sig til lokale magtstrukturer. Politiske fraktioner og samfundsgrupper udnyttede dette til deres egen fordel, ved at skaffe sig magtpositioner i deres egne samfund i samarbejde med europæerne. Et aspekt af dette er det, historikeren Terence Ranger har givet betegnelsen "opfindelse af tradition". For at legitimere deres krav hos både kolonimagten og deres eget folk, brugte den indfødte elite at opstille "traditionelle" krav på magt eller ceremonier. Som et resultat blev mange samfund kastet ud i uro af denne nye magtfordeling.[kilde mangler]

### De europæiske kolonier
Belgien
- Fristaten Congo og Belgisk Congo (i dag Den demokratiske republik Congo)
- Rwanda-Urundi (udgør nutidens Rwanda og Burundi, mellem 1916 og 1960)

Frankrig
| - Fransk Vestafrika: - Mauritania - Senegal - Fransk Sudan (i dag Mali) - Fransk Guinea (i dag Guinea) - Elfenbenskysten - Niger - Fransk Øvre Volta (i dag Burkina Faso) - Fransk Dahomey (i dag Benin) | - Fransk Ækvatorialafrika: - Gabon - Fransk Congo (i dag Republikken Congo) - Ubangi-Shari (i dag Den Centralafrikanske Republik) - Tchad | - Fransk Algeriet (i dag Algeriet) - Tunis - Fransk Marokko - Fransk Somaliland (i dag Djibouti) - Madagaskar - Comorerne |

Italien
Italiensk Nordafrika (i dag Libyen)
- Eritrea
- Italiensk Somaliland (i dag dele af Somalia)

Portugal
| - Portugisisk Vestafrika (i dag Angola) - Fastlandet Angola - Portugisisk Congo (i dag provinsen Cabinda af Angola) - Portugisisk Østafrika (i dag Mosambique) - Portugisisk Guinea (i dag Guinea-Bissau) | - Kap Verde - São Tomé og Príncipe - São Tomé (ø) - Príncipe (ø) - Fæstningen São João Baptista de Ajudá (i dag Ouidah, i Benin) |

Spanien
| - Spansk Sahara (i dag Vest-Sahara) - Río de Oro - Saguia el-Hamra | - Spansk Marokko - Tarfaya-striben - Ifni | - Spansk Guinea (i dag Ækvatorial-Guinea) - Fernando Po - Río Muni - Annobón |

Storbritannien
| - Egypt - Anglo-egyptisk Sudan (i dag Sudan) - Britisk Somaliland (i dag dele af Somalia) - Britisk Østafrika: - Kenya - Protektoratet Uganda (i dag Uganda) - Tanganyika (1919–1961, i dag del af Tanzania) - Zanzibar (i dag del av Tanzania) | - Protektoratet Bechuanaland (i dag Botswana) - Sydlige Rhodesia (i dag Zimbabwe) - Nordlige Rhodesia (i dag Zambia) - Unionen Sydafrika (i dag Sydafrika) - Transvaal (i dag del af Sydafrika) - Britisk Kapkoloni (i dag del af Sydafrika) - Natal (i dag del af Sydafrika) - Oranjefristaten (i dag del af Sydafrika) | - Gambia - Sierra Leone - Koloniale Nigeria - Britisk Cameroun (i dag dele af Cameroun og Nigeria) - Britisk Guldkysten (i dag Ghana) - Nyasaland (i dag Malawi) - Basutoland (i dag Lesotho) - Swaziland |

Tyskland
- Tysk Kamerun (i dag Cameroun og dele af Nigeria)
- Tysk Østafrika (i dag Rwanda, Burundi og det meste af Tanzania)
- Tysk Sydvest-Afrika (i dag Namibia)
- Togoland (i dag Togo og den østlige del af Ghana)

Uafhængige stater
- Liberia, grundlagt af Amerikanske samfund for kolonisering i USA i 1821; erklæret uafhængig i 1847
- Kejserriget Etiopien (Abyssinien) fik sine grænser regulerede af Italiensk Eritrea og Fransk Somaliland (nu Djibouti), kortvarig okkuperet af Kongeriget Italien fra 1936 til 1941 under Abyssinienkrisen;
- Sudan, uafhængig under Mahdis styre mellem 1885 og 1899.[177]

## 1900-tallet
I 1880-erne delte Europas kolonimagter Afrika imellem sig, og kolonierne bestod til efter Anden Verdenskrig, hvor nationalistiske bevægelser i 1950-erne og 1960-erne tilkæmpede sig uafhængighed i de fleste kolonier. Frihedskampene var oftest fredelige, bortset fra en række bitre og blodige borgerkrige, bl.a. i Algeriet og Kenya. Over hele kontinentet trak de nationalistiske bevægelser på de organisatoriske erfaringer, som afrikanerne havde tilegnet sig i krigstjeneste for kolonimagterne under de to verdenskrige. De nationalistiske bevægelser var således hverken underlagt kolonimagten eller hjemlandets traditionelle magtstruktur, som ofte samarbejdede med kolonimagten, og denne politiske uafhængighed var sikkert en medvirkende årsag til, man kunne tage magten fra koloniherren. Mange ledere af disse bevægelser beholdt magten i årtier eller til de døde. De nye staters forvaltninger dækkede både politiske, uddannelsesmæssige, religiøse og andre sociale aspekter. I de senere årtier har mange afrikanske lande erfaret både fordele og ulemper ved den nationalistiske begejstring, som i praksis ofte opleves som et dilemma mellem en stærk centralmagt og respekten for landets traditionelle kultur.
Efter 1. verdenskrig blev de tidligere tyske kolonier i Afrika overtaget af Frankrig, Belgien, og Storbritannien. Italien, under diktatoren Benito Mussolini, invaderede i 1935 Etiopien, den sidste uafhængige afrikanske nation, og holdt landet besat til 1941.

### Afkoloniseringen
Afkolonisering af Afrika begyndte med Libyen i 1951 (dog var Liberia, Sydafrika, Egypten og Etiopien allerede uafhængige). Mange lande fulgte efter i 1950- og 1960-erne, med 17 lande i 1960, da en stor del af Fransk Vestafrika fik uafhængighed. De fleste af de tilbageværende lande fik uafhængighed i løbet af 1960-erne, skønt en del især portugisiske kolonier var modvillige til opgive deres overherredømme, hvilket medførte bitre befrielseskrige, som varede i et tiår eller mere. De sidste afrikanske lande, som fik formel uafhængighed, var Guinea-Bissau (1974), Mosambique (1975) og Angola (1975), alle fra Portugal; Djibouti fra Frankrig i 1977; Zimbabwe fra Storbritannien i 1980; og Namibia fra Sydafrika i 1990. Eritrea løsrev sig fra Etiopien i 1993, og Sydsudan løsrev sig fra Sudan i 2011.
Eftersom mange byer blev grundlagt eller udvidet og omdøbt af europæere, er der kommet mange nye stednavne til efter befrielsen og uafhængigheden.

### Østafrika
Mau Mau-oprøret indtraf i Kenya fra 1952 til 1956, men blev slået ned af britiske og lokale militære styrker. En undtagelsestilstand varede frem til 1960. Kenya blev uafhængig i 1963, og Jomo Kenyatta blev landets første præsident.
I begyndelsen af 1990-erne opstod der betydelige sammenstød mellem hutuer og tutsier i Rwanda og Burundi. I 1994 kuliminerede dette i folkemordet i Rwanda, en konflikt hvor mere end 800.000 mennesker blev myrdet.

### Nordafrika
Marokkansk nationalisme udviklede sig i løbet af 1930-erne. Istiqlalpartiet blev oprettet og pressede på for uafhængighed. I 1953 krævede sultan Muhammad V uafhængighed. Den 2. marts 1956 blev Marokko uafhængig af Frankrig, og Muhammad V blev udnævnt til hersker af et uafhængigt Marokko.
I 1954 blev der dannet en national befrielsesfront (FLN) i Algeriet, da landet løsrev sig fra Frankrig. Franskmændene reagerede med brutalitet, men blev tvunget til at forhandle uafhængighed i 1962. Muhammad Ahmed Ben Bella blev valgt til præsident. Mere end en million franskmænd forlod landet, hvilket ødelagde økonomien.
I 1934 blev partiet Neo-Destour ("Ny Konstitution") oprettet af Habib Bourguiba med krav om uafhængighed for Tunis. Landet blev uafhængigt i 1955, og dets bey blev afsat og Habib Bourguiba valgt.
I 1954 afsatte Gamal Abdel Nasser og det egyptiske militær monarkiet i Egypten og tog selv magten. Muammar Gaddafi ledede et statskup i Libyen i 1969 og sad på magten frem til det arabiske forår, som afsatte og dræbte ham i 2011.
Egypten var involveret i flere krige med Israel og var allieret med andre arabiske lande. Den første krig var lige efter, at staten Israel blev oprettet i 1948. Egypten gik til på ny i krig i 1967 og mistede da i Seksdageskrigen Sinai-halvøen til Israel. Det førte til en ny krig i 1973, kaldet Yom Kippur-krigen. I 1979 underskrev Anwar Sadat og Menachem Begin den historiske Camp David-aftale som gav Sinai tilbage til Egypten i bytte for, at Egypten anerkendte staten Israel, hvilket forbedrede Egyptens forhold til Israel, men gjorde andre arabiske lande rasende. Aftalen er fortsat gældende, men Sadat blev i 1981 myrdet af en islamist for at have indgået aftalen.

### Sydafrika
I 1948 blev apartheidlovene iværksat i Sydafrika af det dominerende nationalistparti. Lovene var hovedsagelig udtryk for en fortsættelse af den allerede førte politik, det nye var politikken om "adskilt udvikling". Hvor politikken tidligere mest havde sigtet mod økonomisk udnyttelse af det afrikanske flertal, indførte apartheidsystemet en hel racistisk filosofi med raceadskillelse som mål, så kun hvide havde alle borgerrettigheder. Befolkningen blev inddelt i fire "racekategorier", hvor almindelig stemmeret var reserveret den hvide eller europæiske gruppe. De andre tre grupper blev diskrimineret, også på andre måder, eksempelvis mht. hvor de kunne bo, hvor de kunne handle og hvilke stillinger de kunne have. Systemet førte til massiv intern modstand, men også massiv international modstand og boykot i mange år.
I 1994 afviklede regeringen i Sydafrika apartheid og valgte Nelson Mandela fra ANC, landets største politiske parti, som præsident i landets første valg, hvor alle samfundsgrupper havde stemmeret.

### Vestafrika
Efter 2. verdenskrig opstod der nationalistbevægelser over hele Vestafrika, den mest kendte i Ghana under Kwame Nkrumah. I 1957 blev Ghana den første koloni syd for Sahara, som opnåede uafhængighed, fulgt det næste år af Frankrigs kolonier; i 1974 var alle Vestafrikas lande blevet selvstyrende.
Siden uafhængigheden har mange vestafrikanske nationer været plaget af korruption og ustabilitet, og borgerkrige har hærget Nigeria, Sierra Leone, Liberia, og Elfenbenskysten (Côte d'Ivoire). Ghana og Burkina Faso har oplevet en række militærkup. Til trods for store naturressourcer har mange af disse stater ikke evnet at udvikle sig økonomisk, og udemokratiske og autoritære regeringer, som forhindrer landenes naturlige udvikling, har ofte ført til politisk uro.